# Ботанічний сад Акурейрі
Ботанічний сад Акурейрі (ісл. Lystigarður Akureyrar) — ботанічний сад у місті Акурейрі на півночі Ісландії.
Один з найпівнічніших ботанічних садів у світі, лежить лише в 100 км від північного полярного кола. Ботанічний сад належить до Міжнародної ради ботанічних садів з охорони рослин (BGCI) і має міжнародний ідентифікаційний код LYAK. 

## Графік роботи
З 1 червня по 31 вересня:
8:00 — 22:00 (у будні),
9:00 — 22:00 (у вихідні дні).
Вхід до ботанічного саду вільний.

## Історія
У 1910 році жінки Акурейрі заснували Садове Товариство з метою прикрасити своє місто. Роком раніше місто надало їм у розпорядження гектар землі. Сад був відкритий у 1912 році як громадський парк, а у 1957 році був розширений у три рази і отримав статус ботанічного саду. Сад Акурейрі — перший громадський парк в Ісландії, яким 1953 року завідувало Садове Товариство. За цей час площа саду зросла до 3,6 га. У 1972 році в ботанічному саду налічувалось 2511 видів та сортів рослин, з яких 442 — ісландські. 

## Опис ботанічного саду
Ботанічний сад розташований на висоті близько 45 метрів на західному березі фьйорду Ейяфьйордюр в південній частині міста Акурейрі. На площі 3,7 га росте 430 таксонів ісландських рослин і 6600 таксонів з інших країн і континентів. Сад є місцем спокою, відпочинку, а також місцем для наукових досліджень.

## Галерея

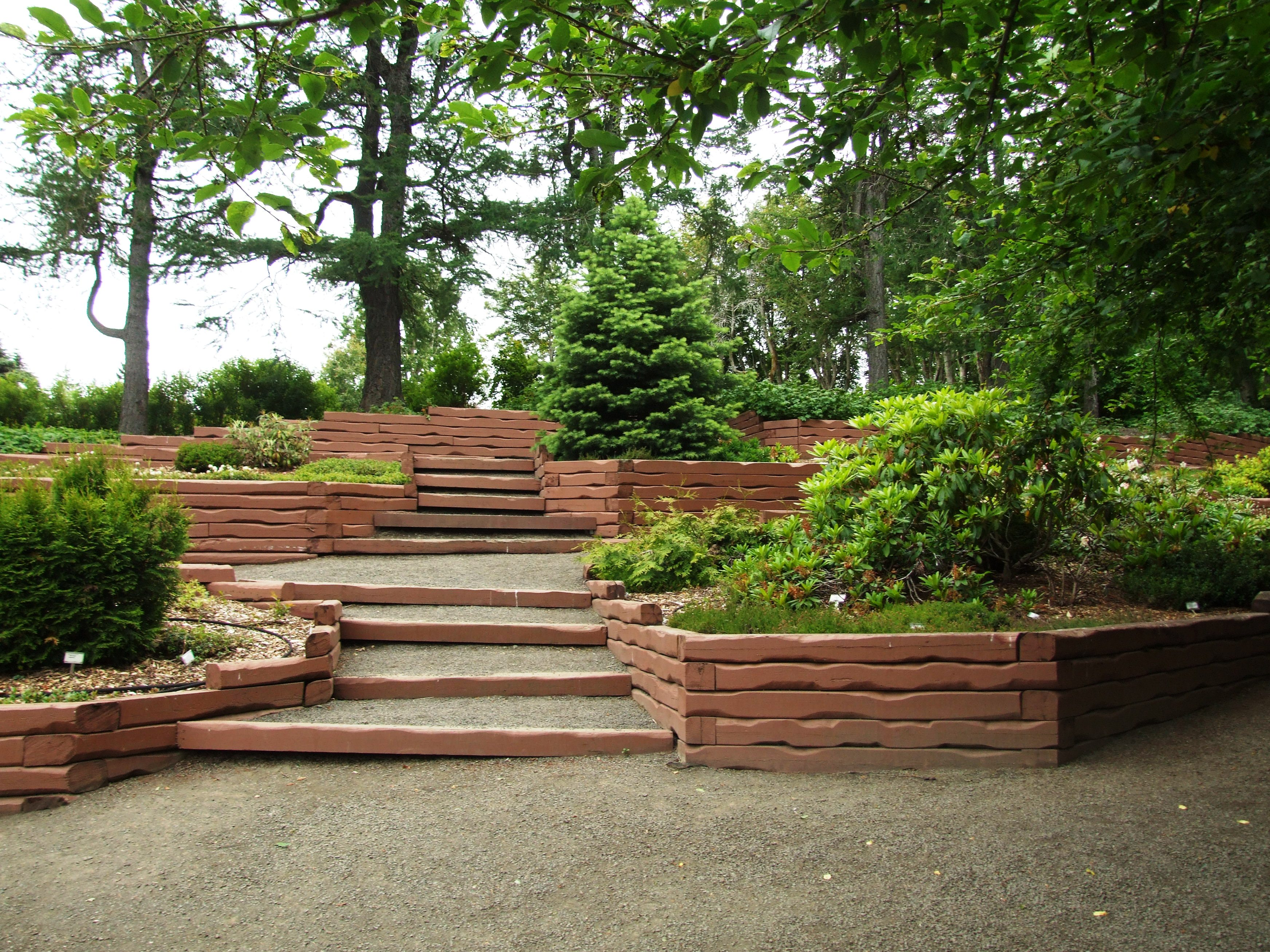
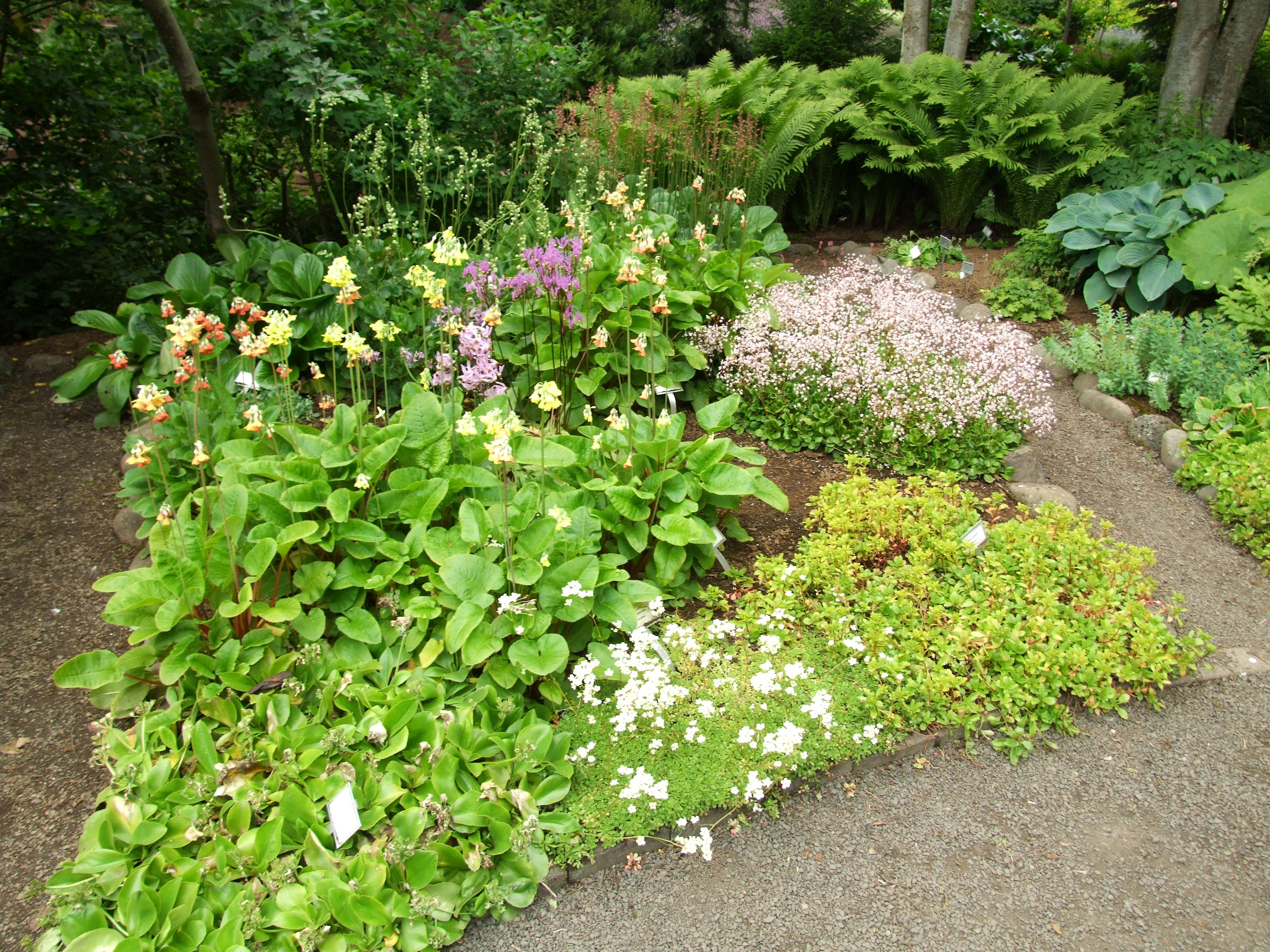
У ботанічному саду
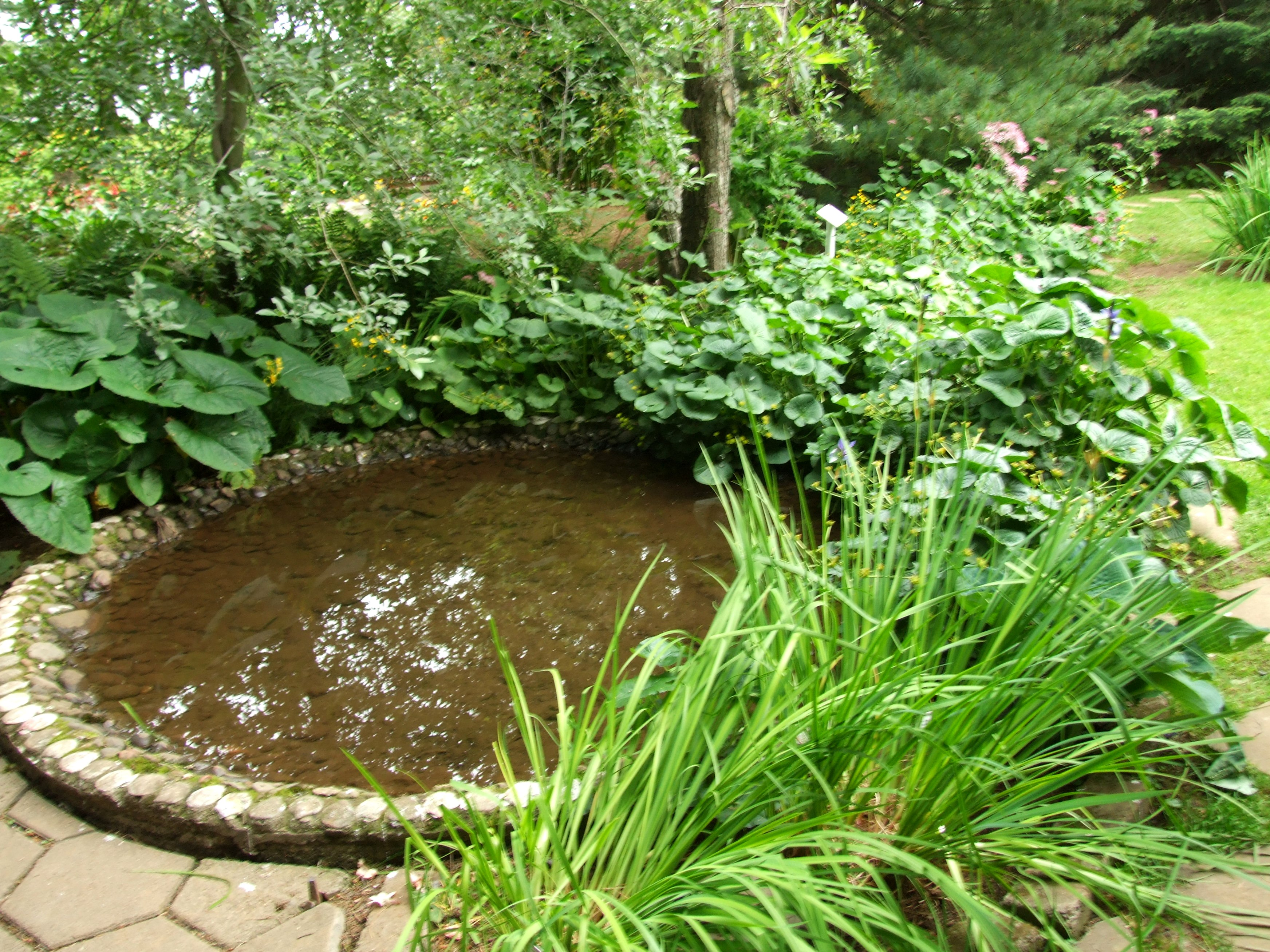
Водойма
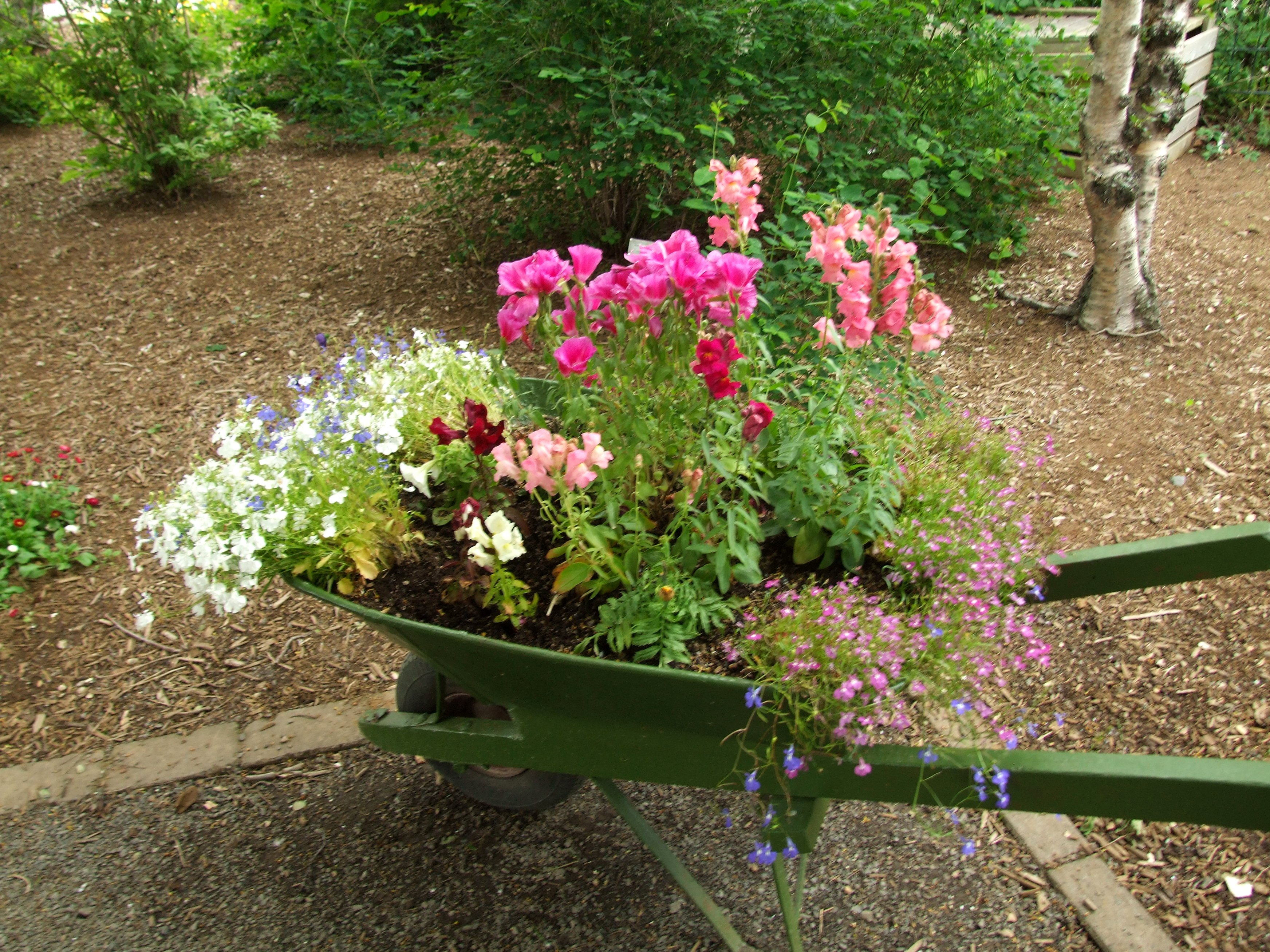
Тачка
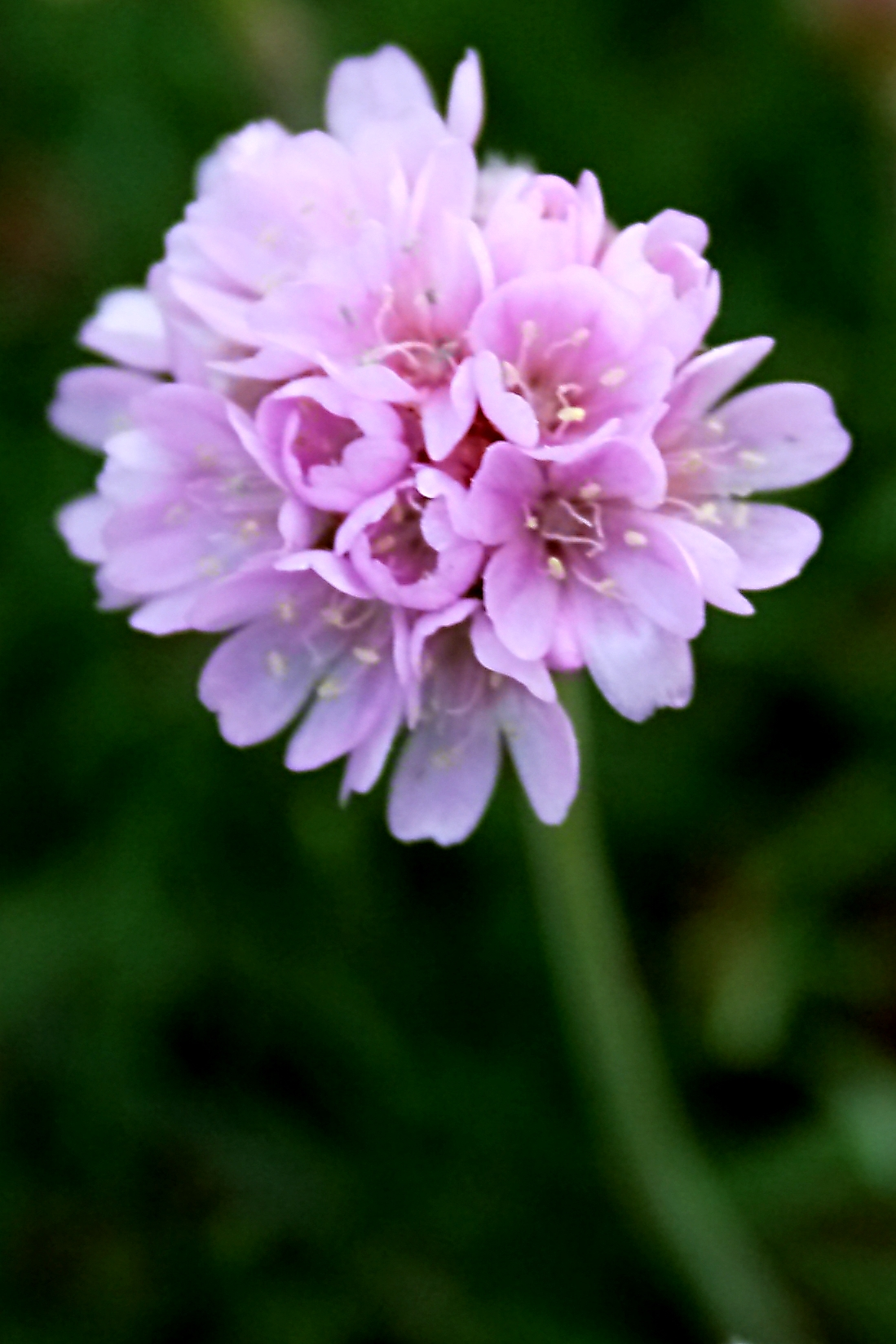
Армерія покутська
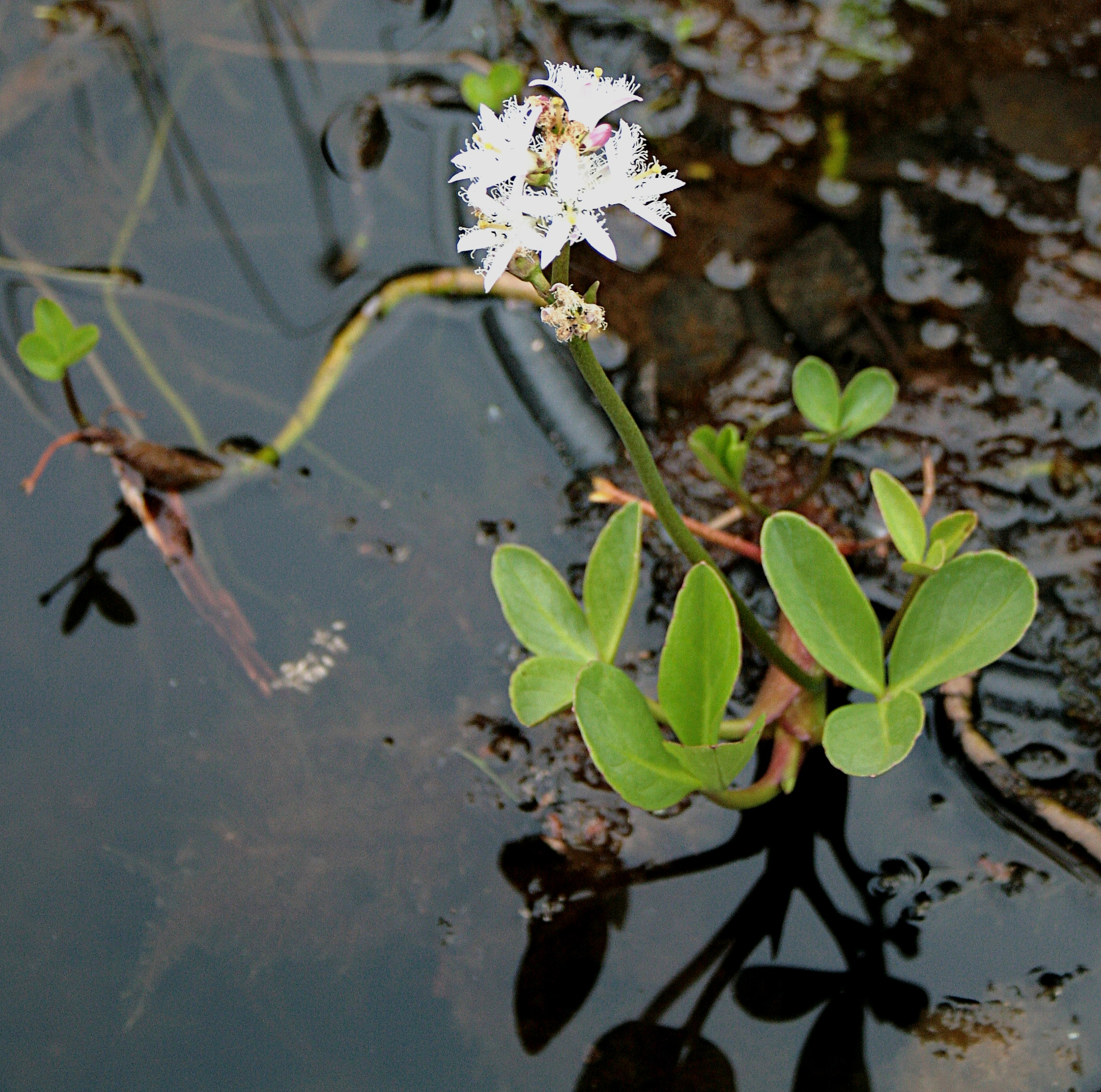
Бобівник трилистий
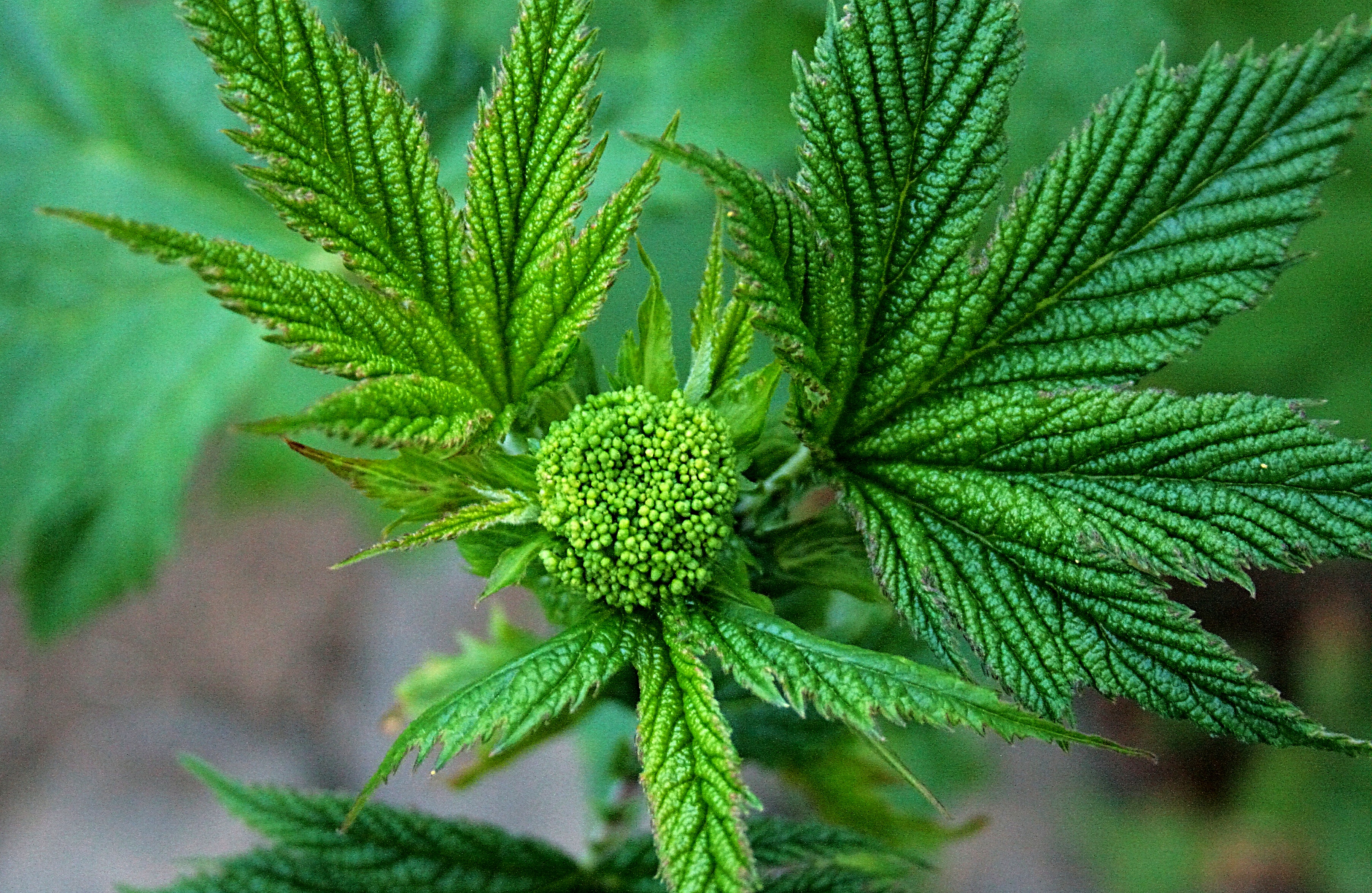
Гадючник в'язолистий
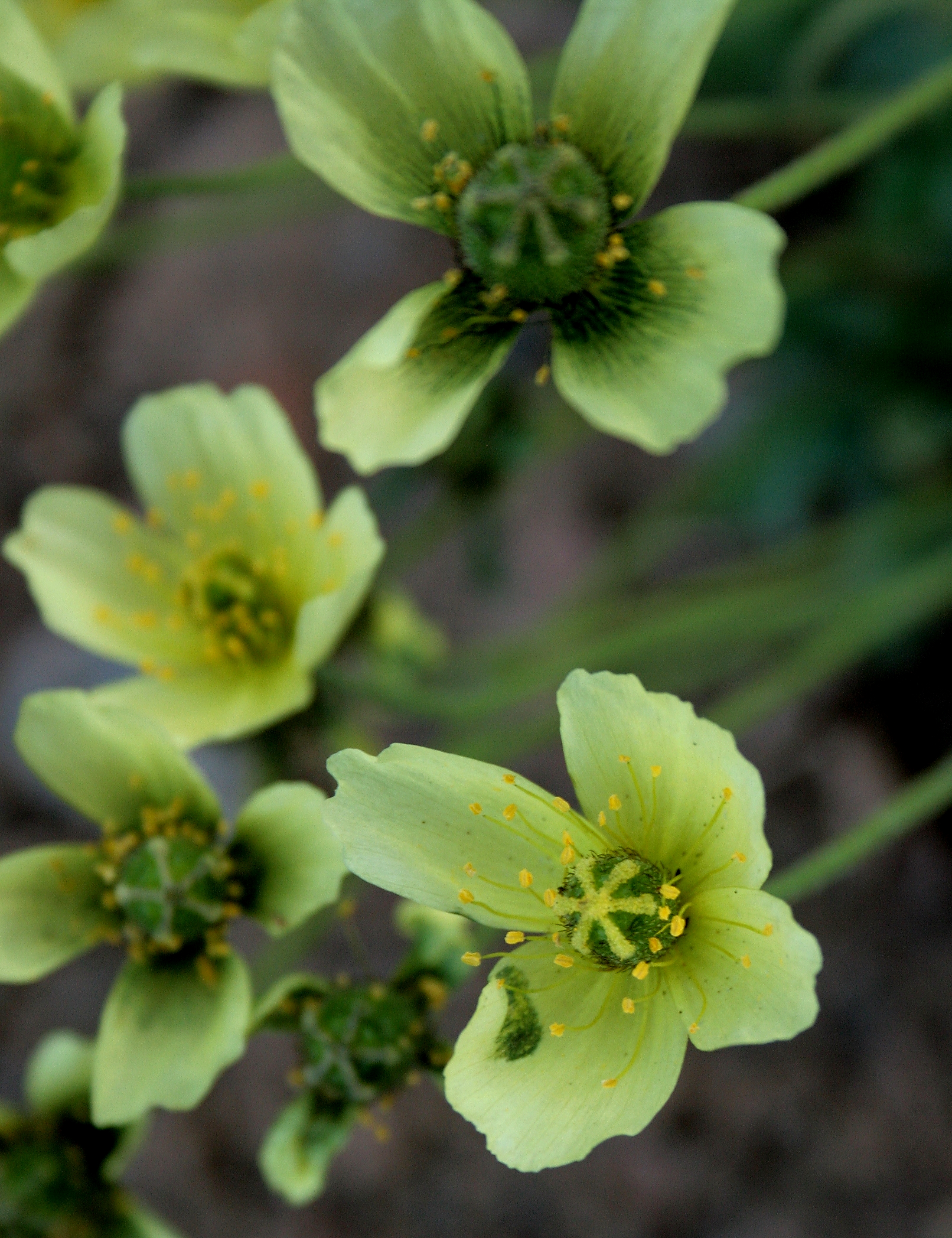
Мак полярний
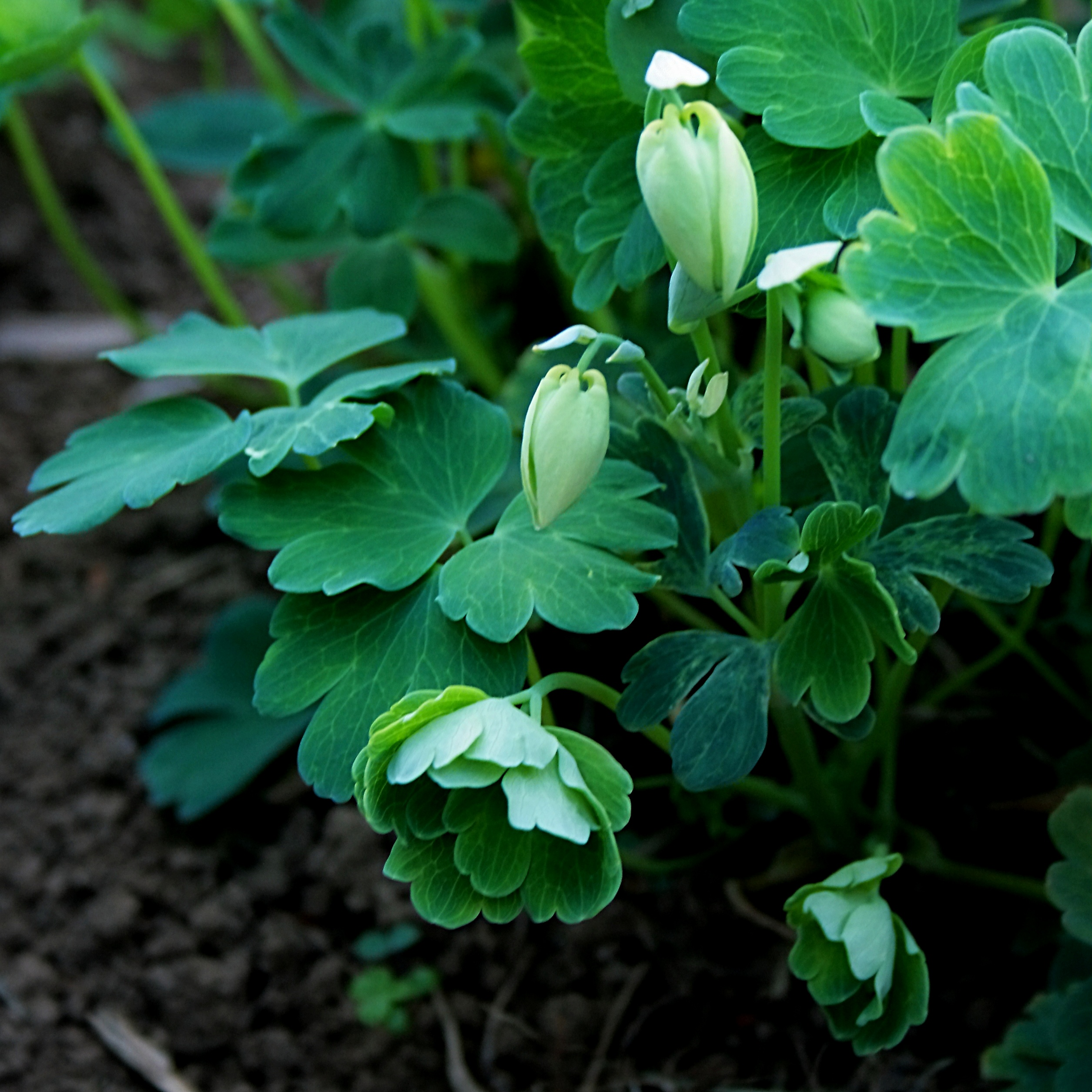
Aquilegia flabellata
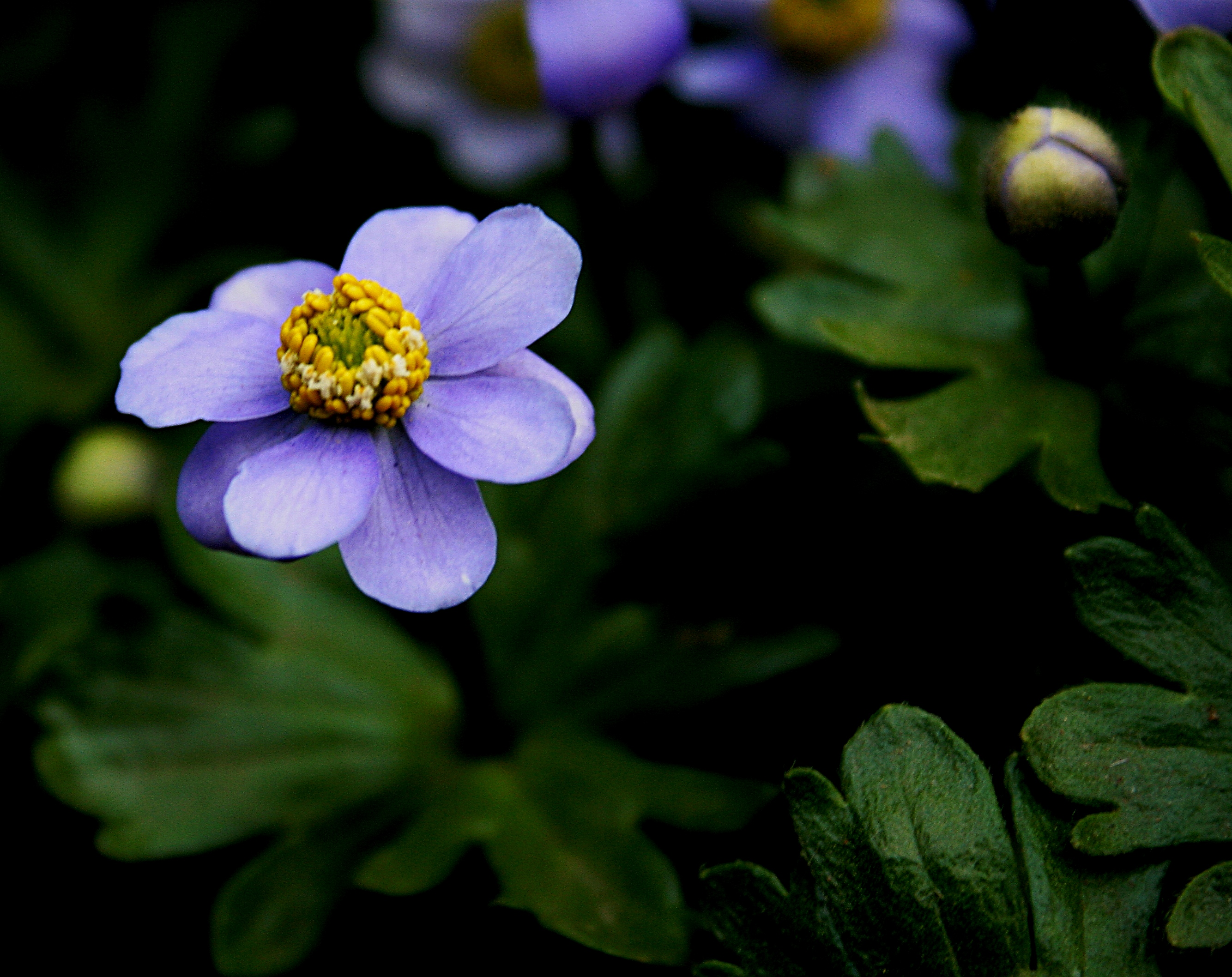
Anemone obtusiloba
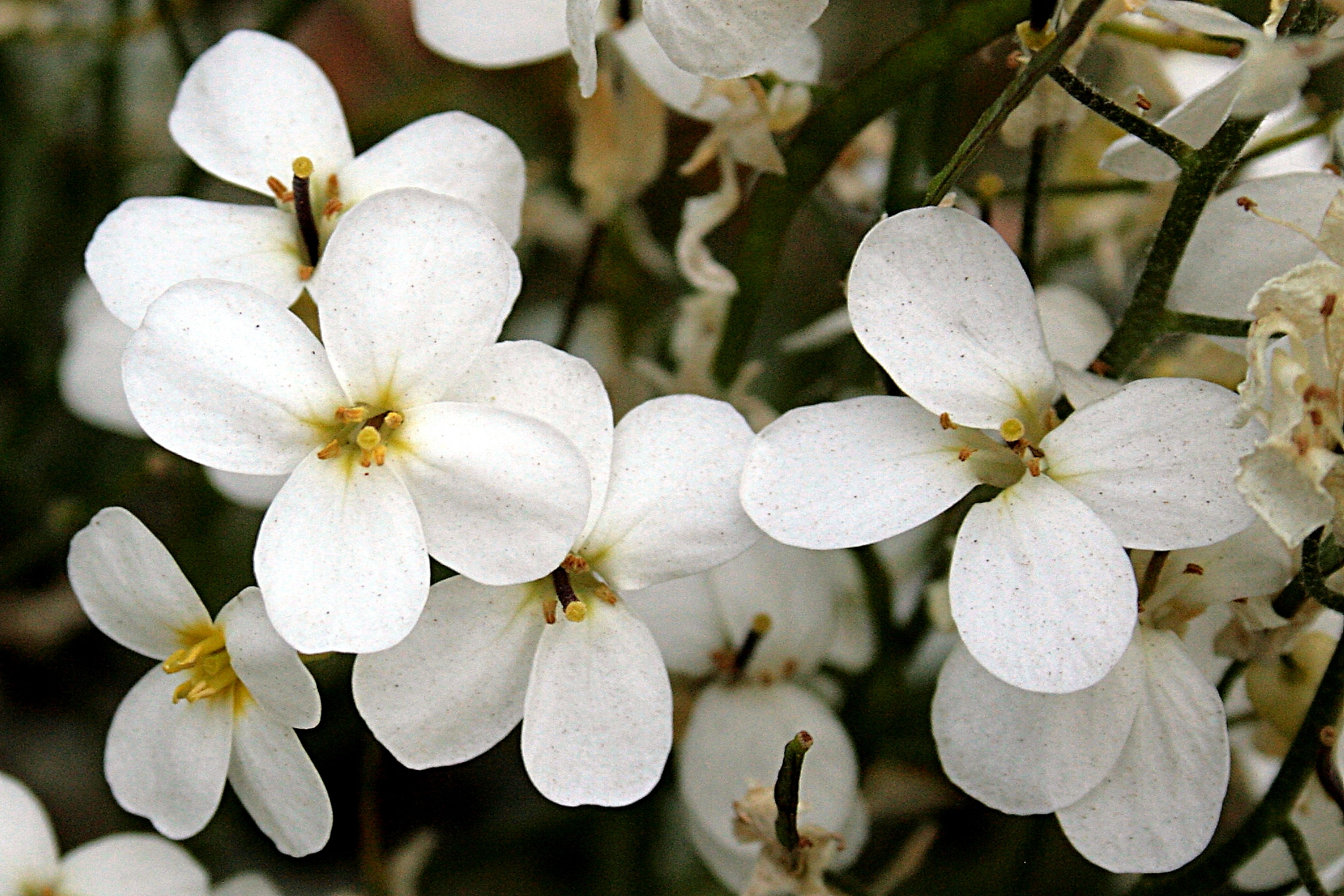
Arabis alpina
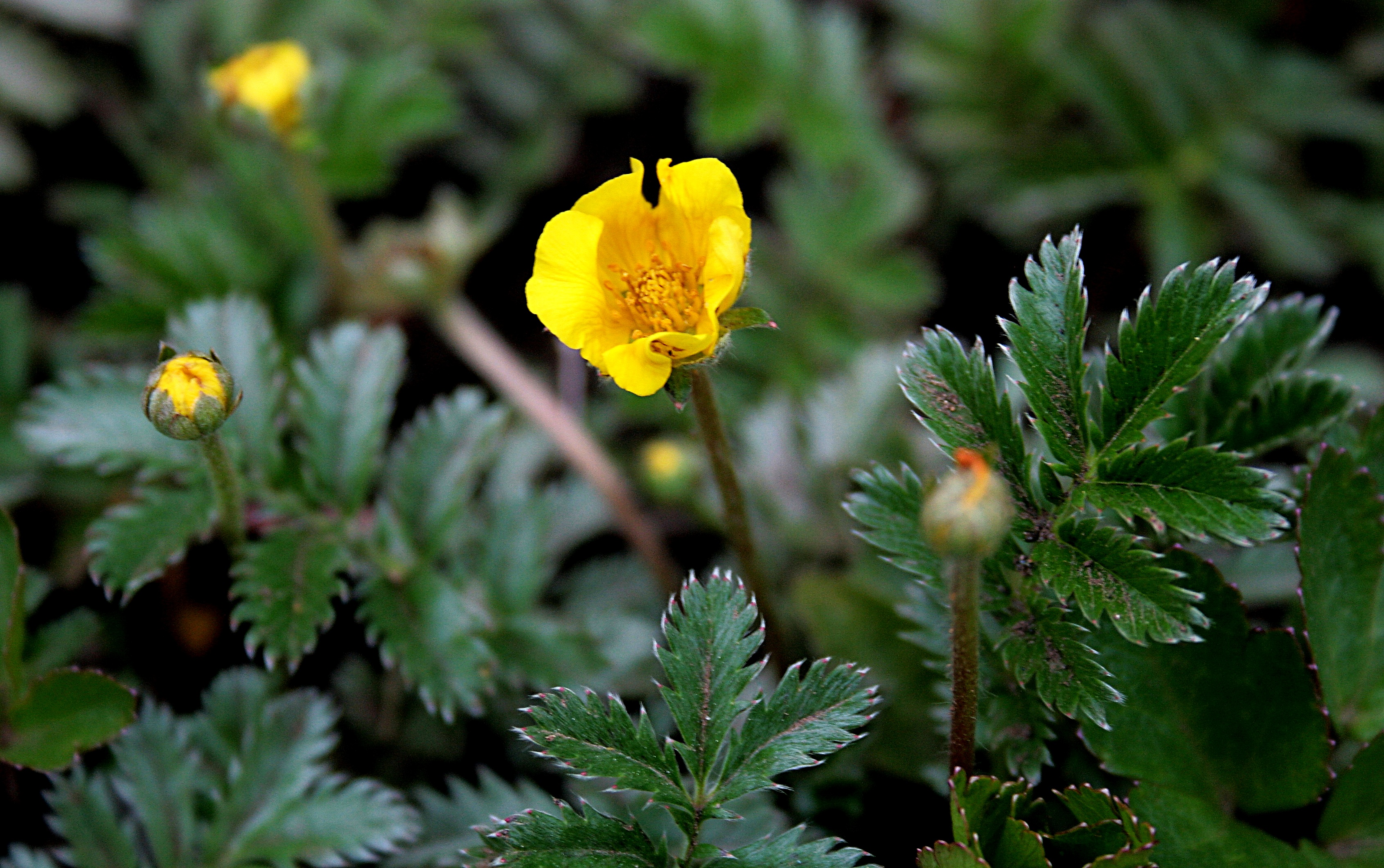
Argentina egedii
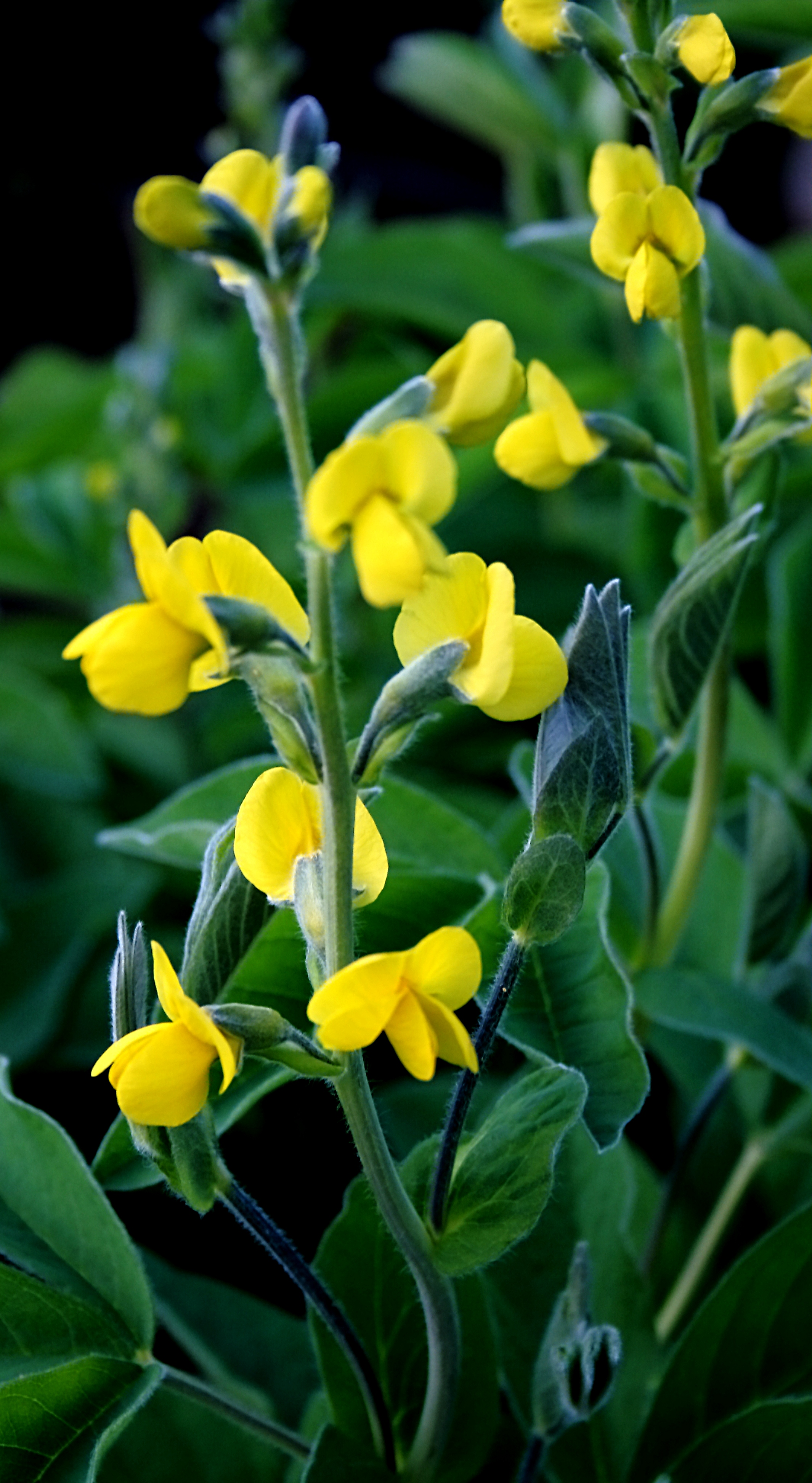
Astragalus falcatus
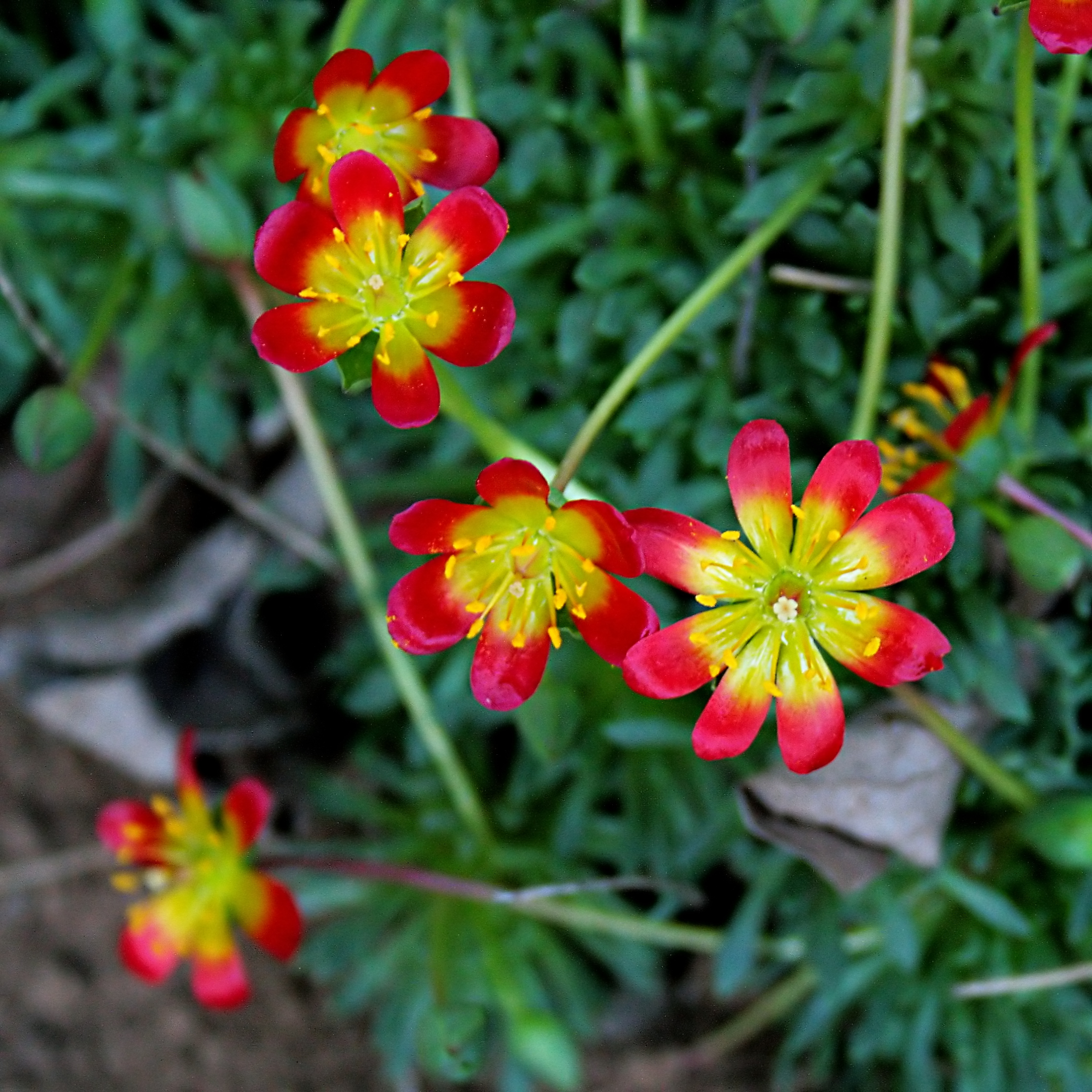
Calandrinia caespitosa
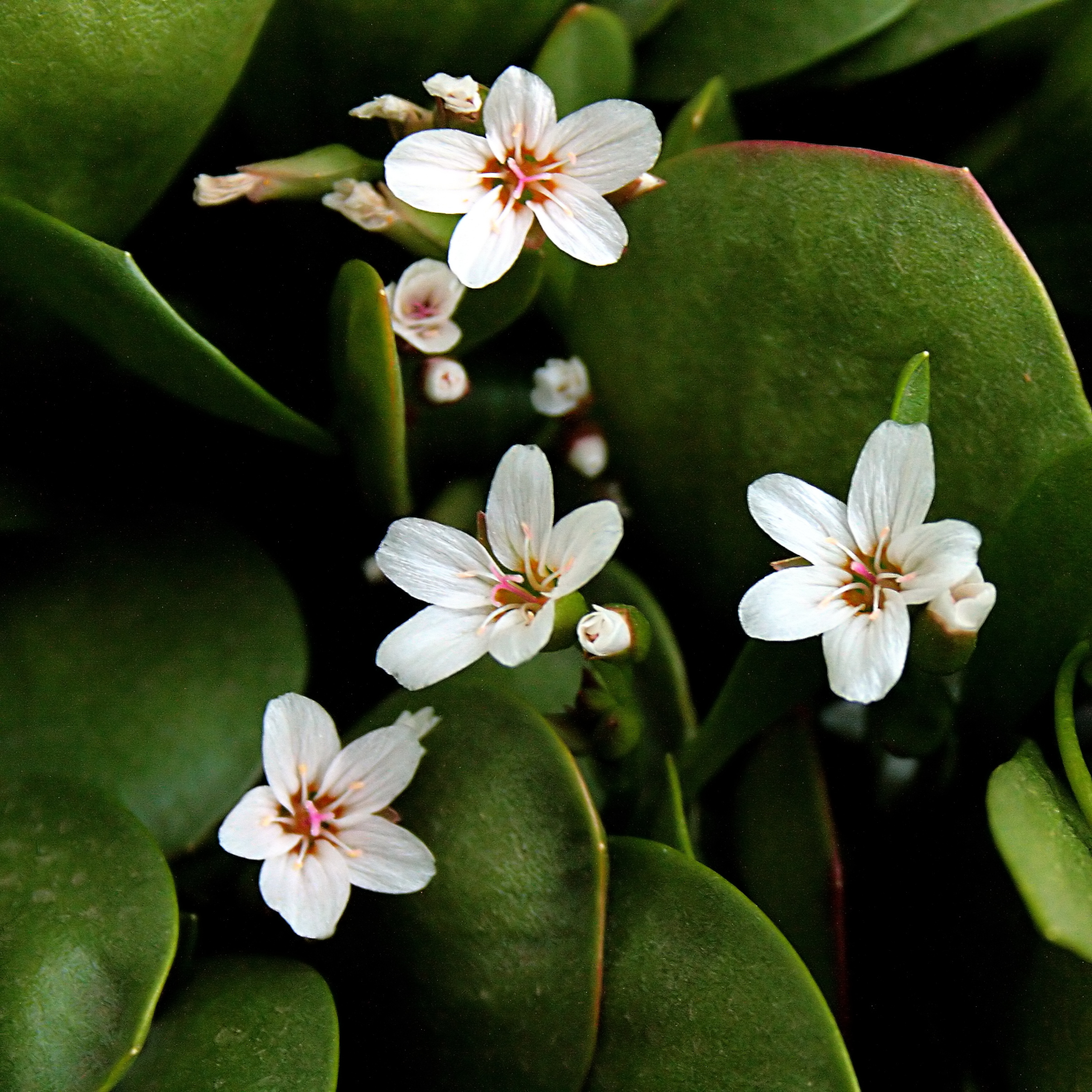
Claytonia megarhiza
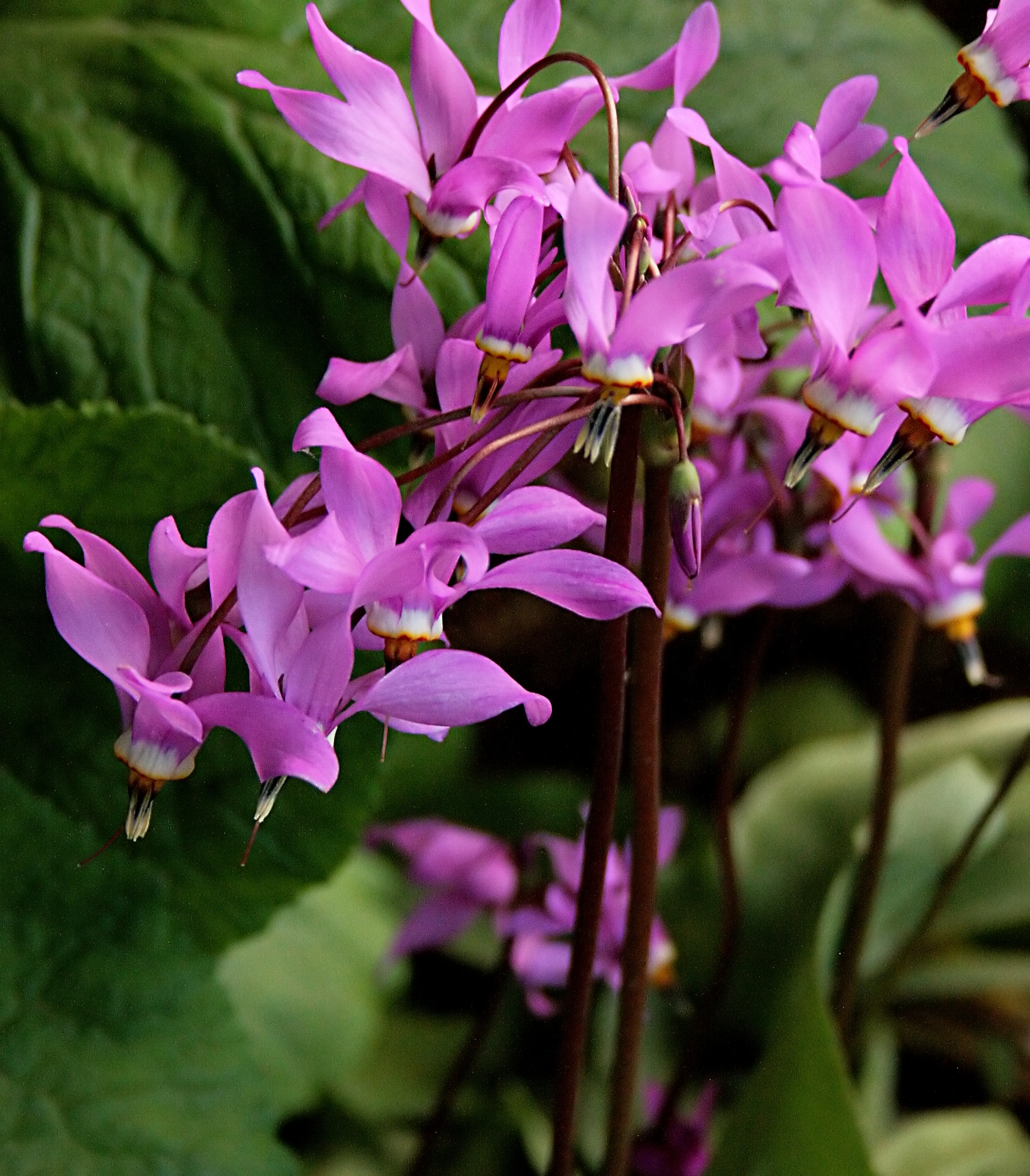
Dodecatheon jeffreyi
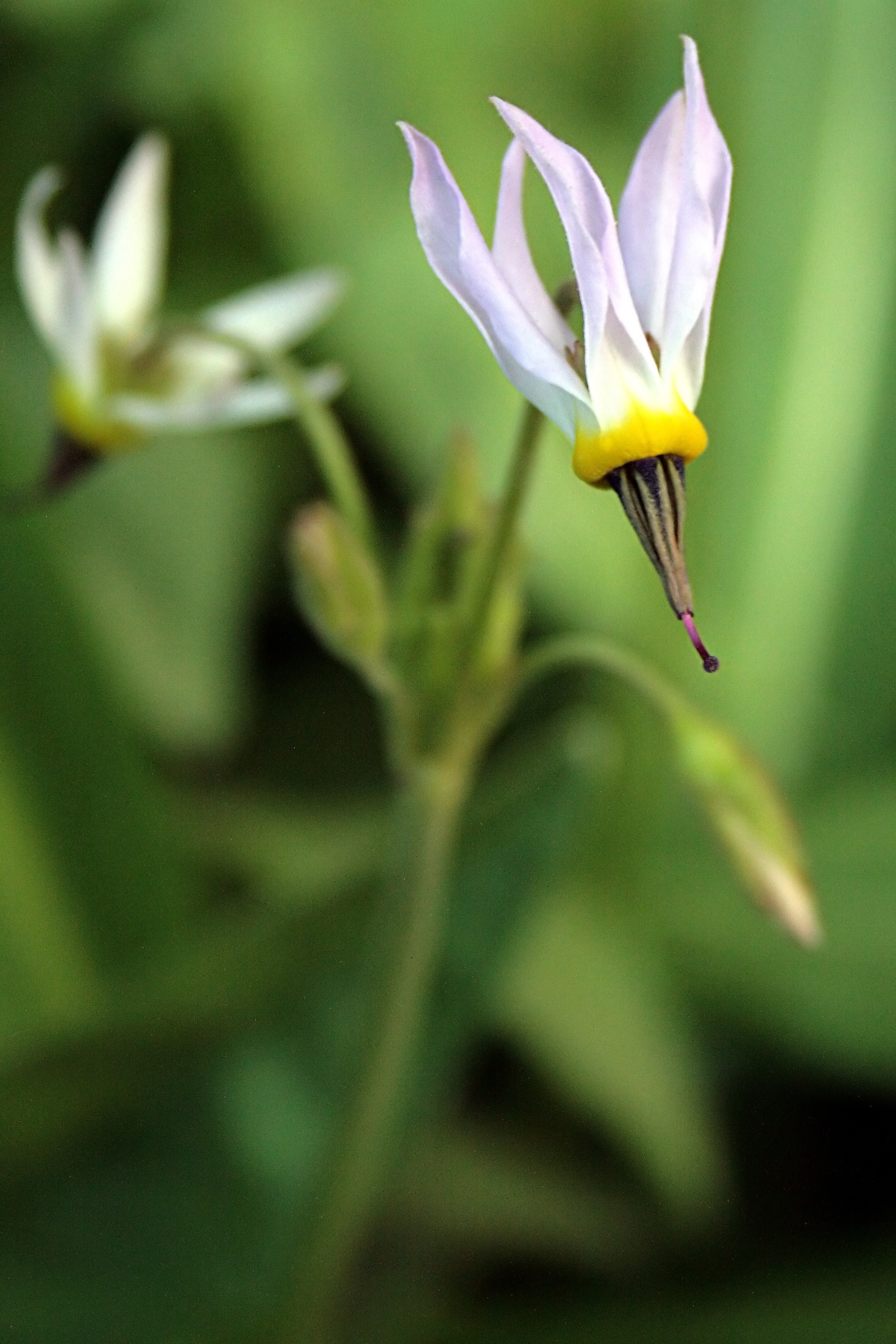
Dodecatheon redolens
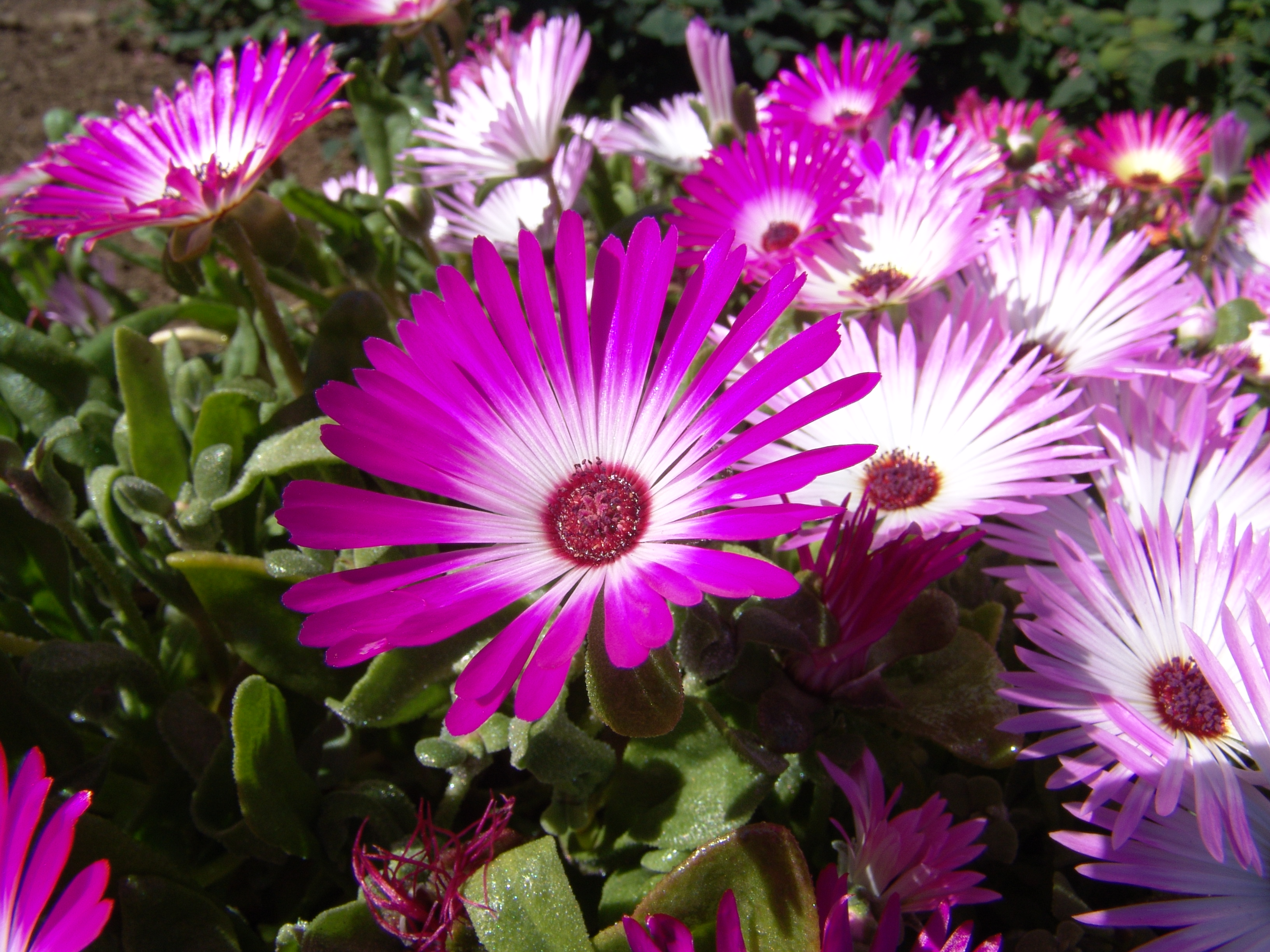
Dorotheanthus bellidiformis
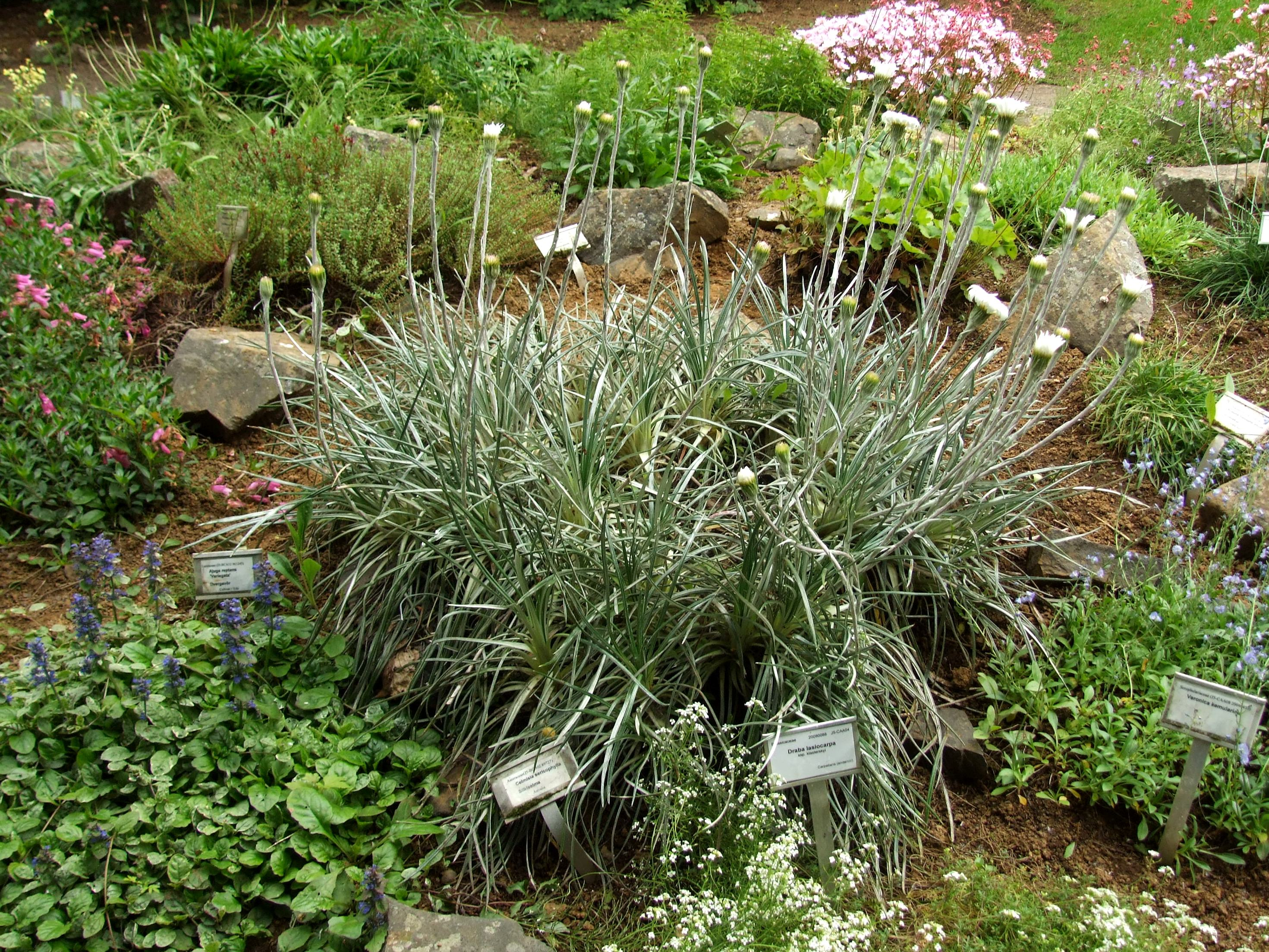
Celmisia pugioniformis
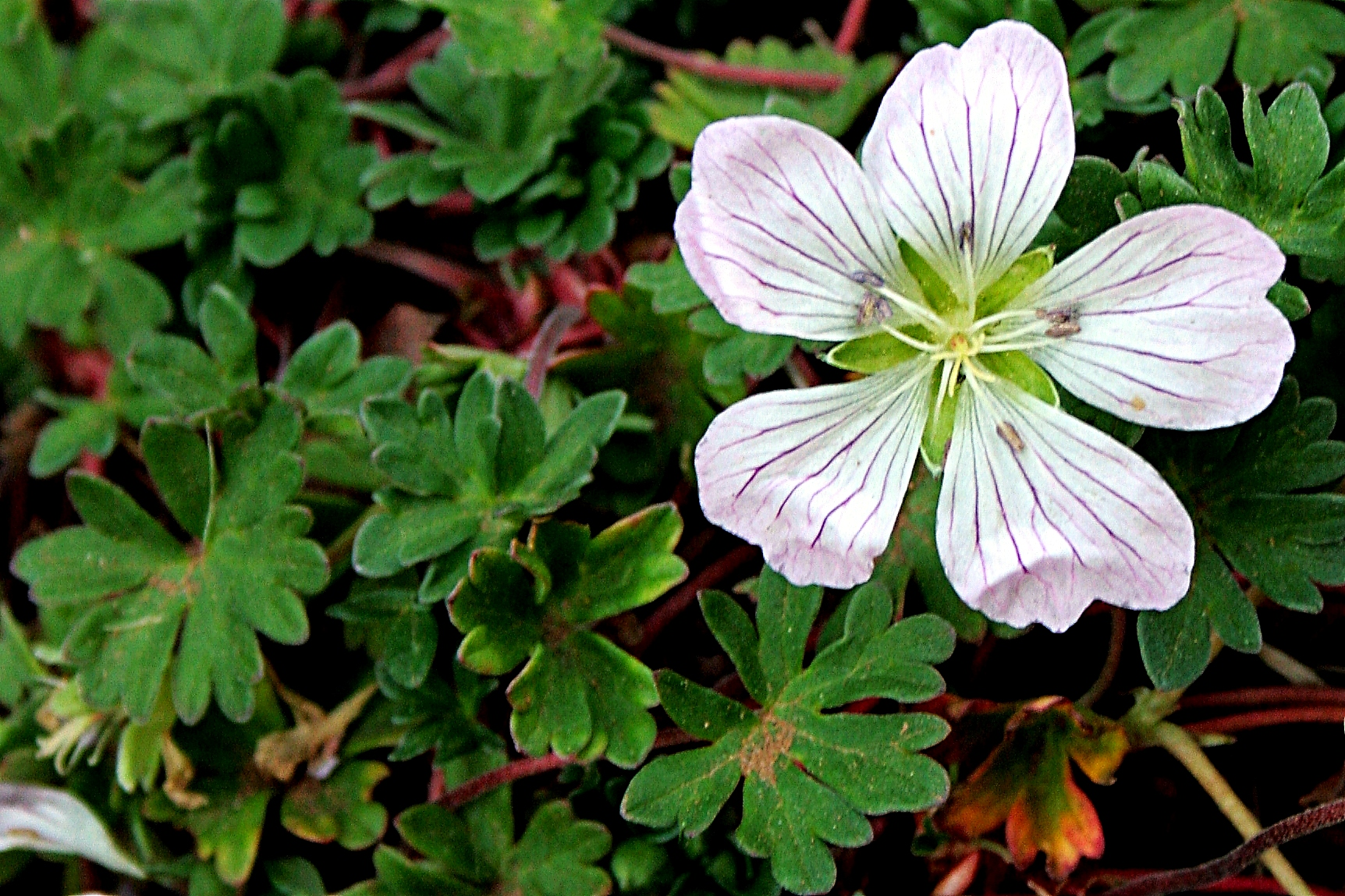
Geranium nanum
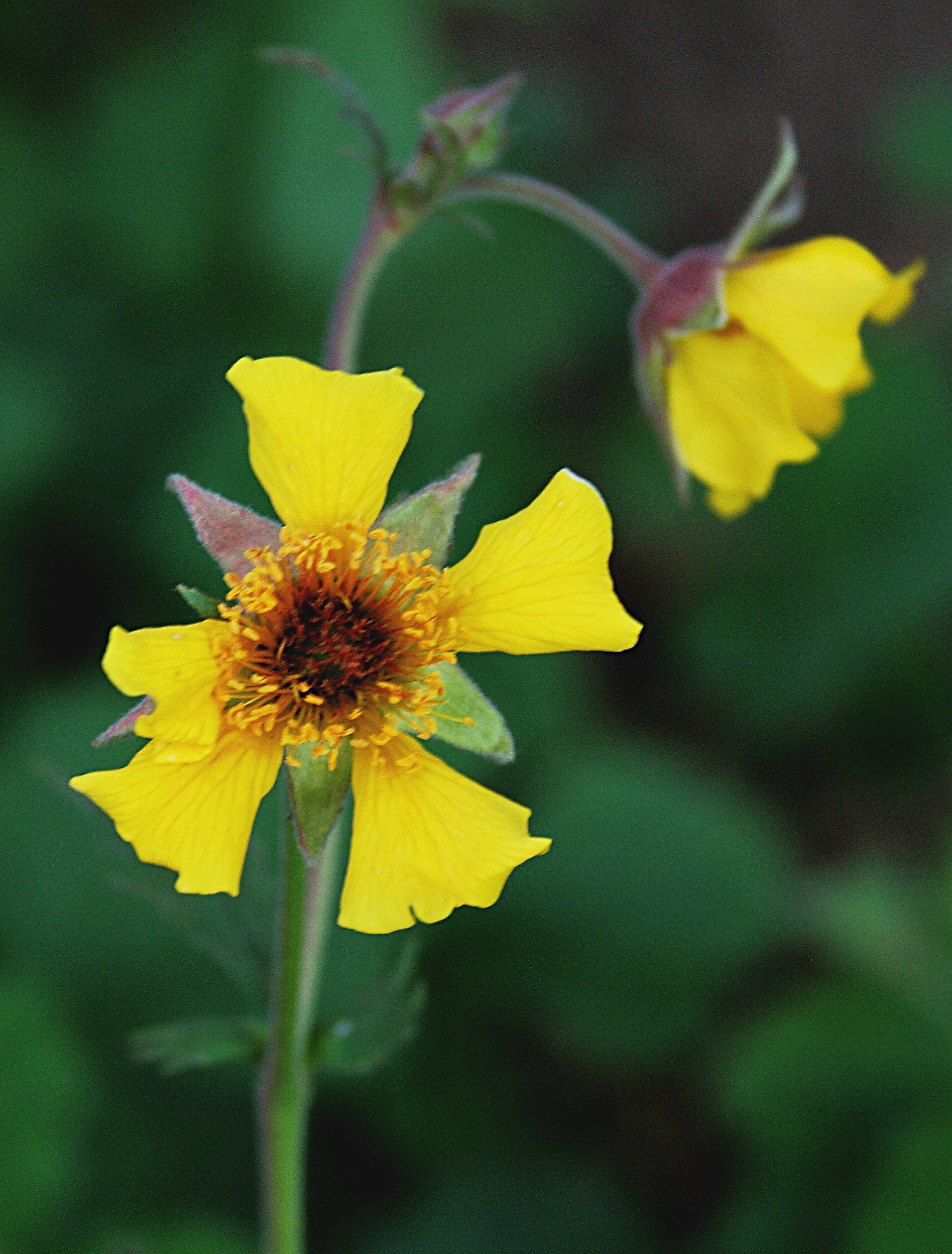
Geum aleppicum
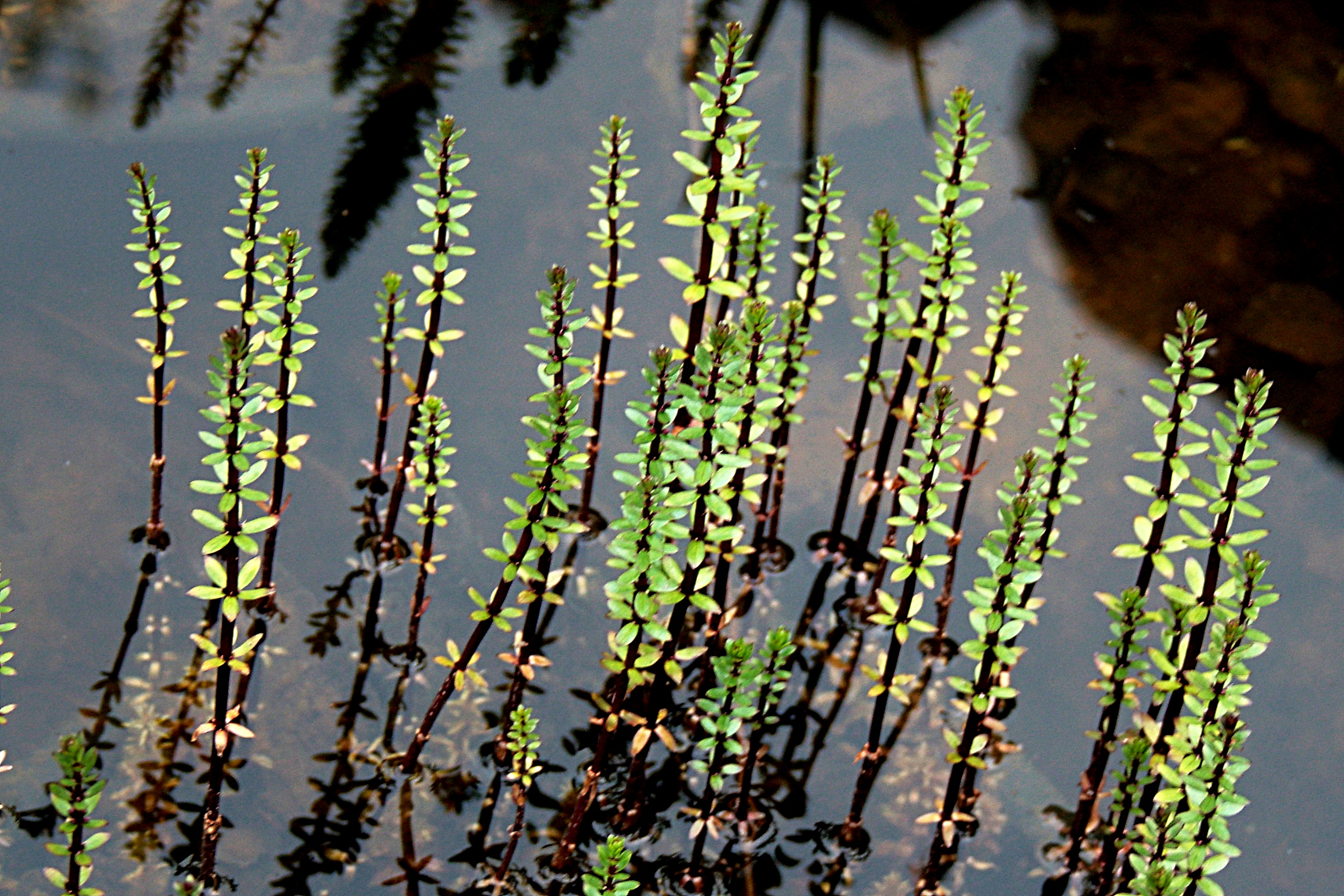
Hippuris tetraphylla
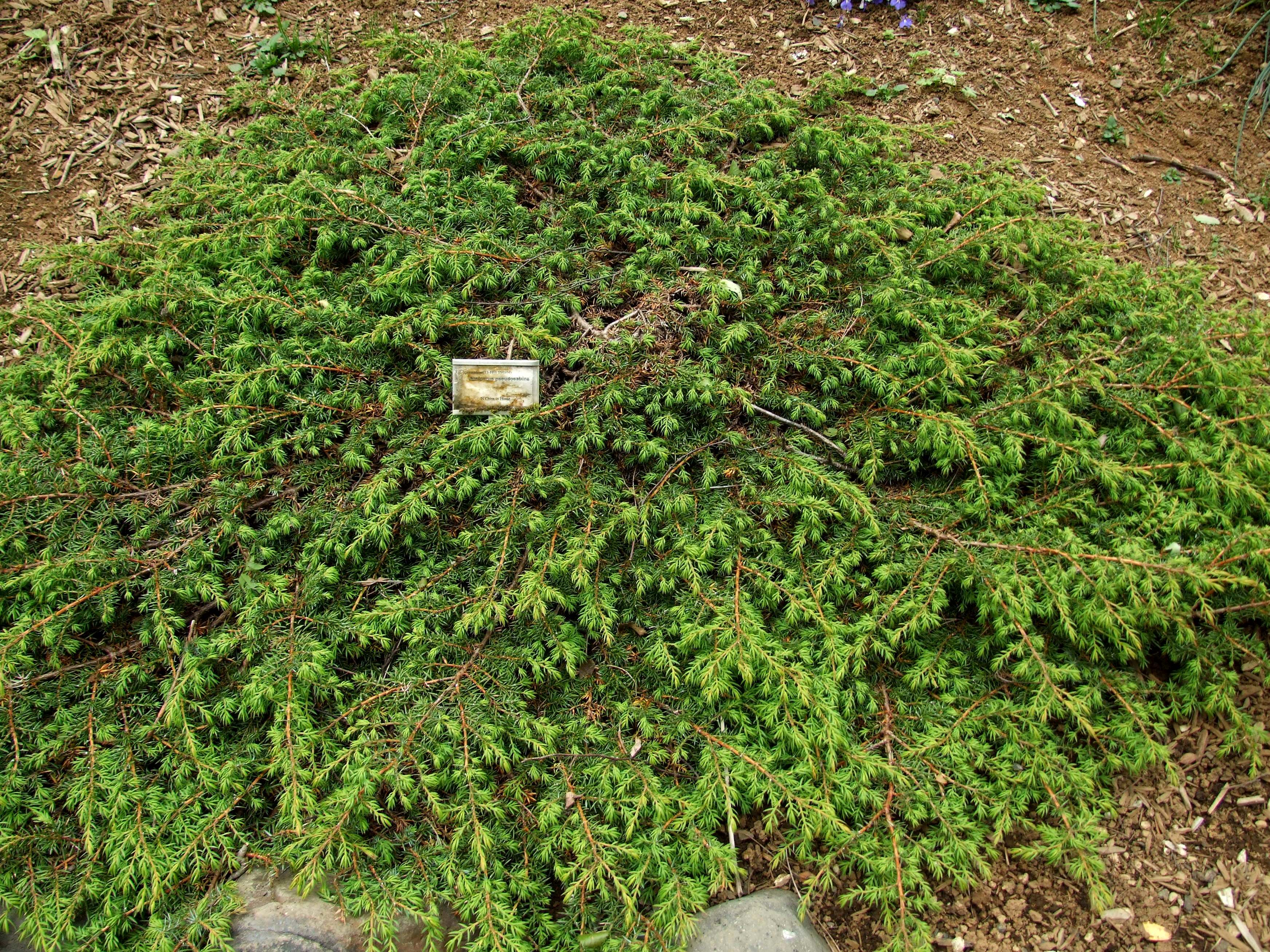
Juniperus pseudosabina
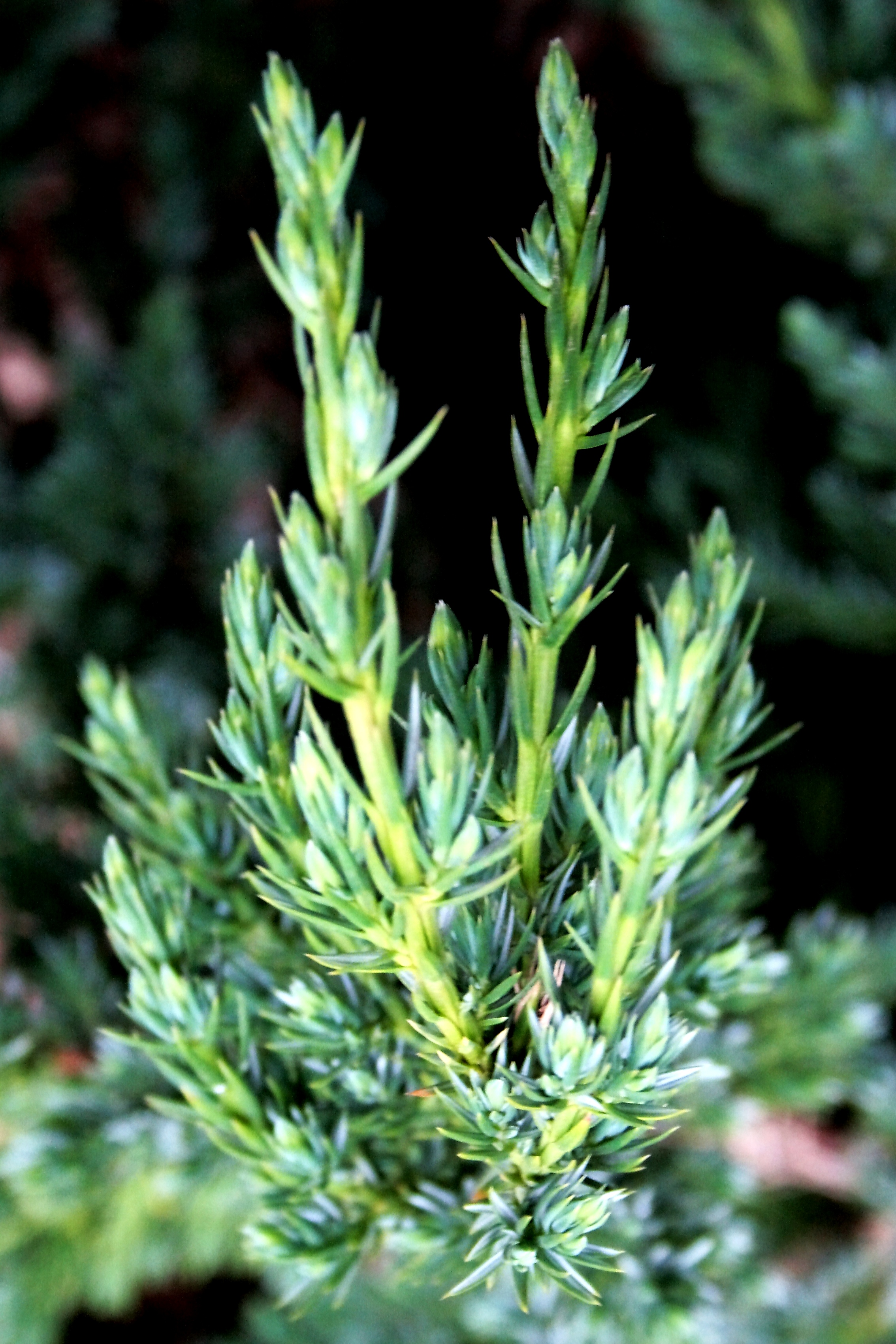
Juniperus squamata
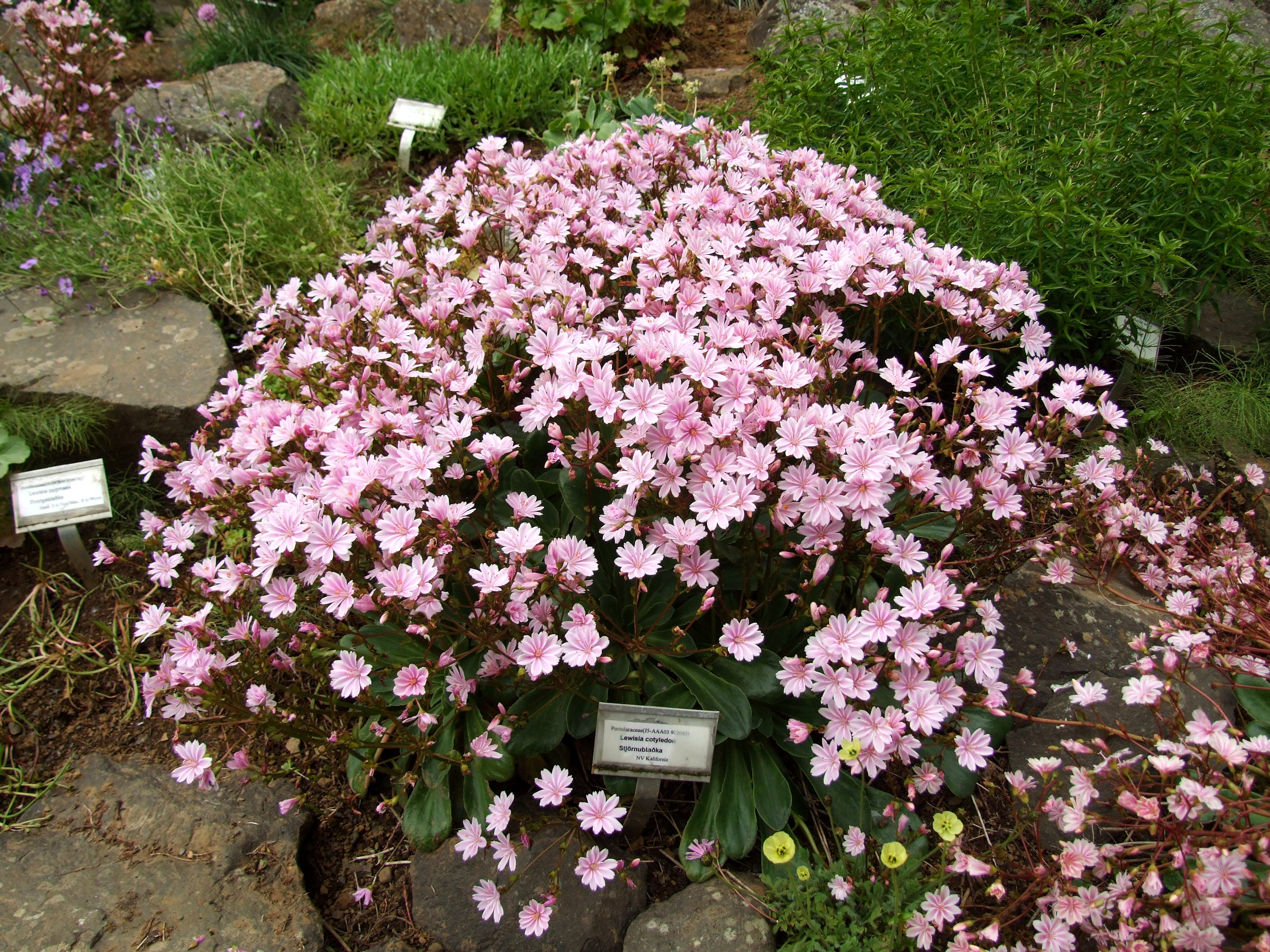
Lewisia cotyledon
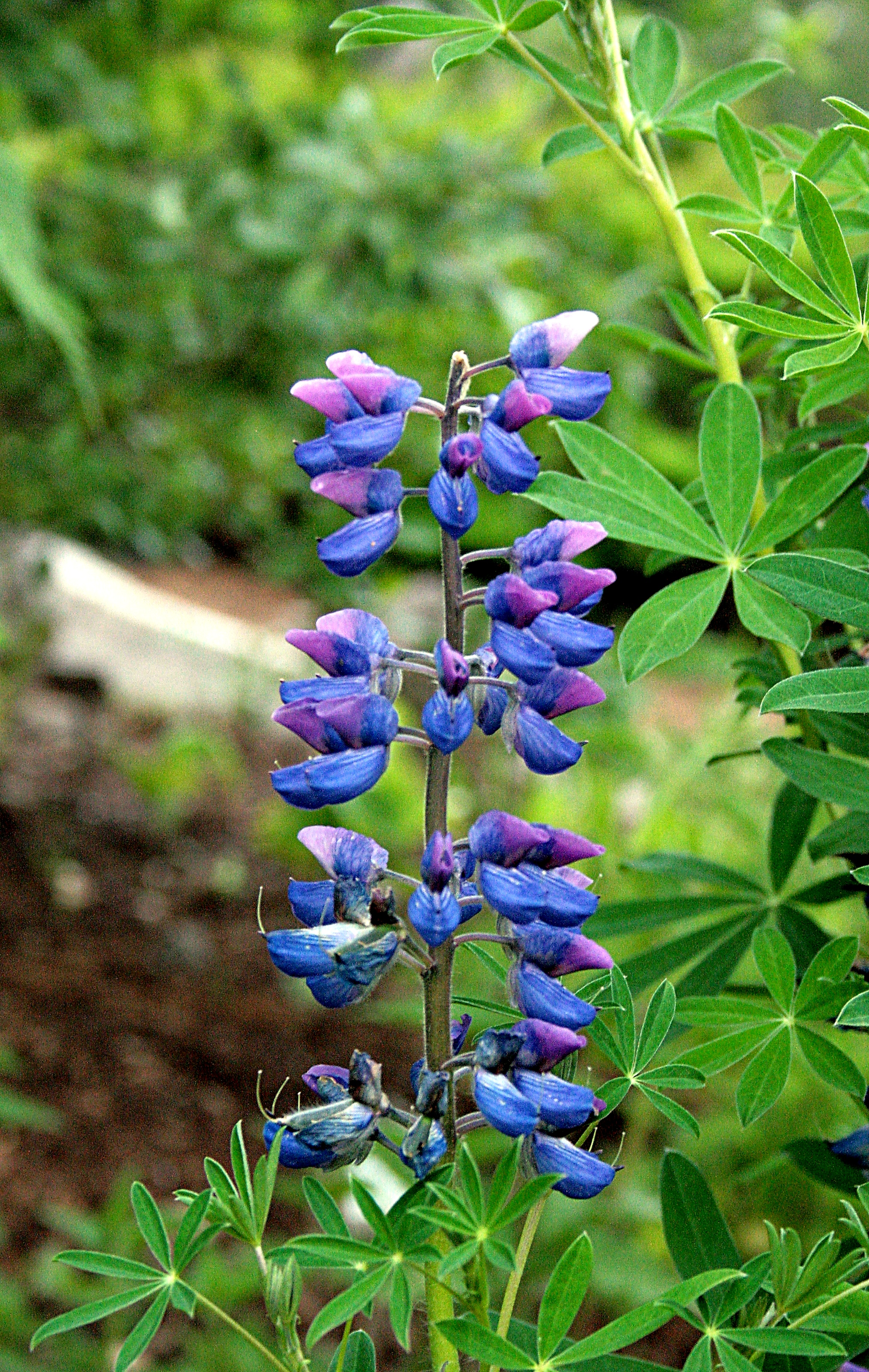
Lupinus nootkatensis
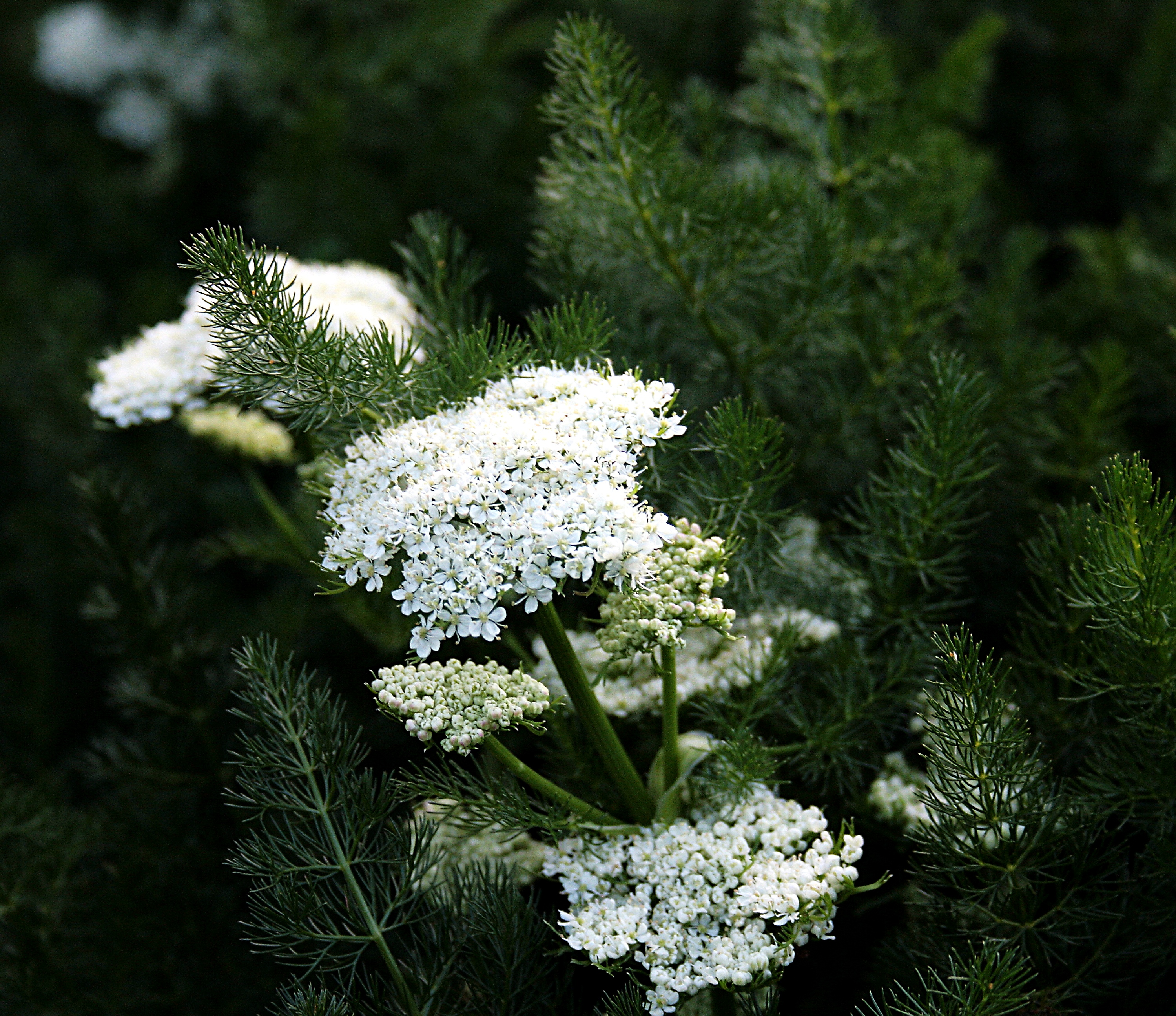
Meum athamanticum
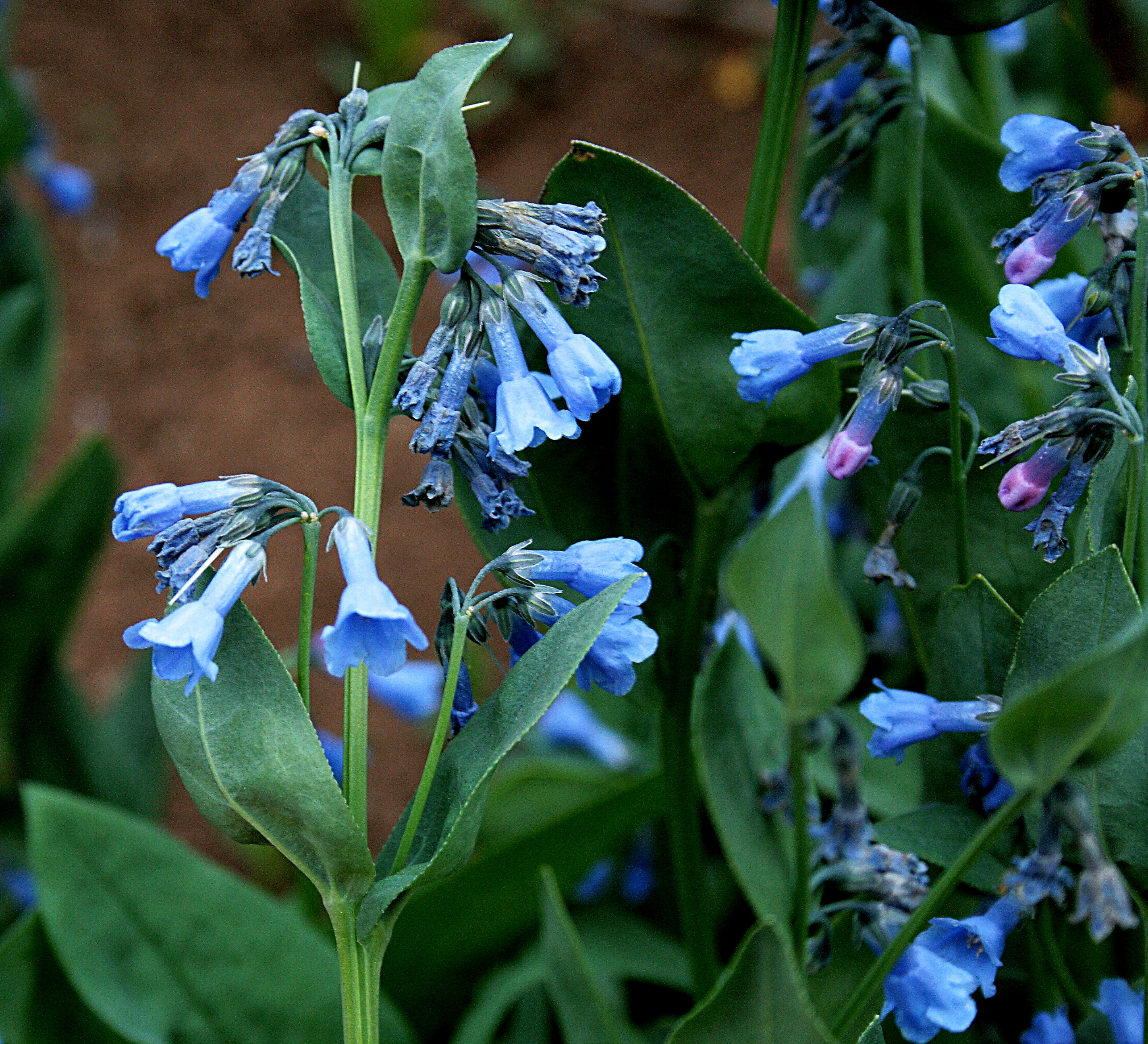
Mertensia viridis
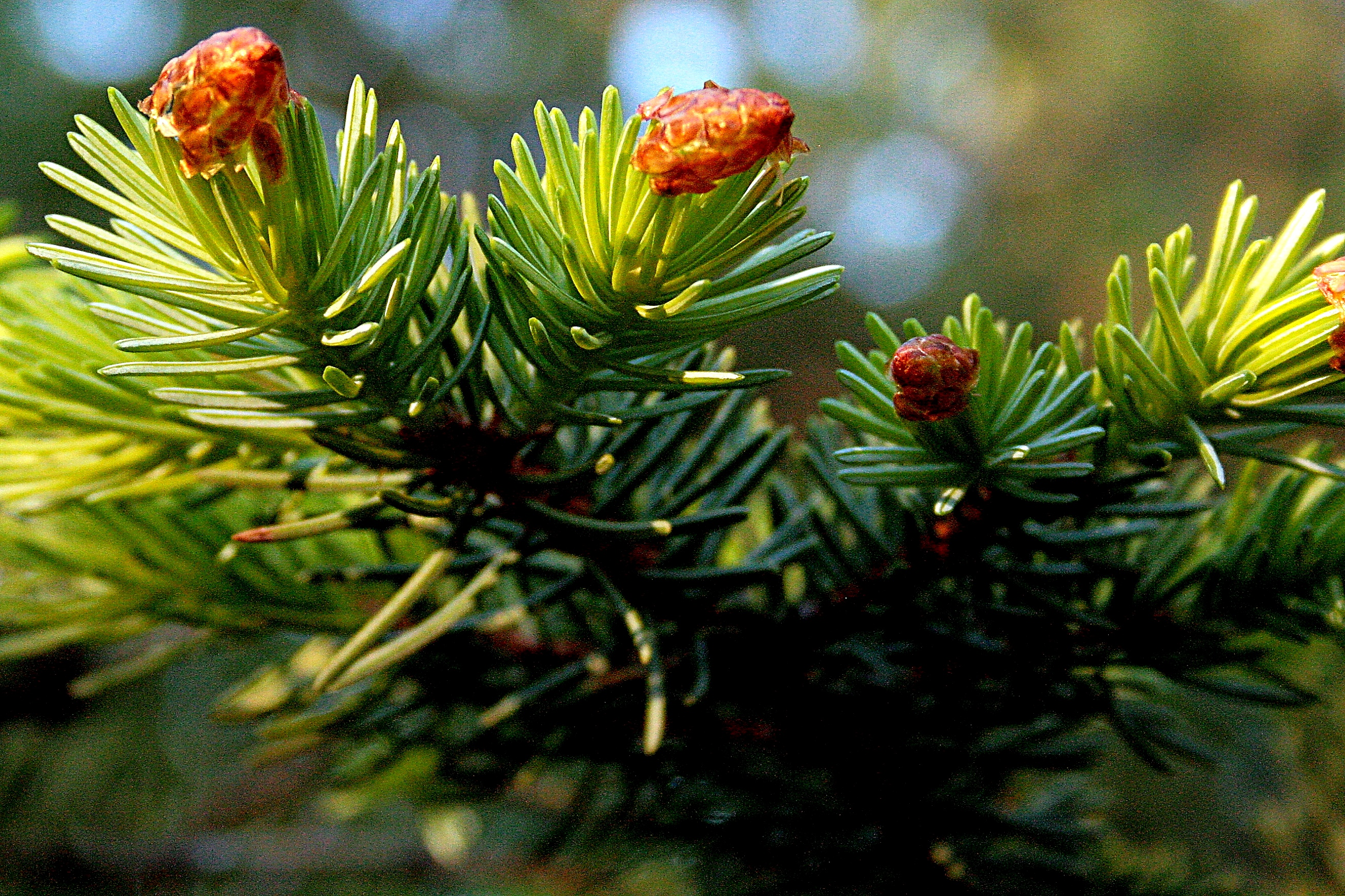
Picea sitchensis
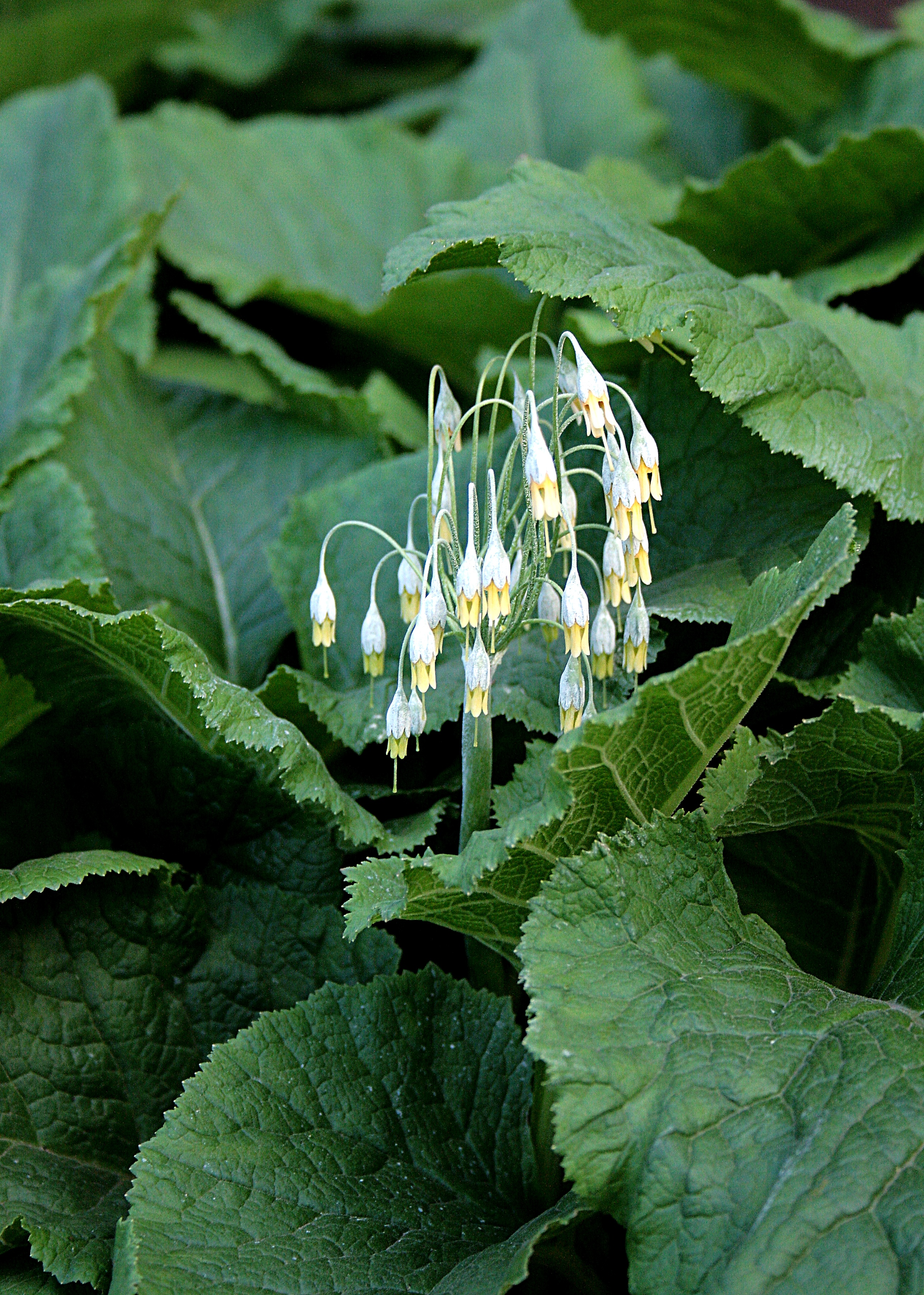
Sredinskya grandis
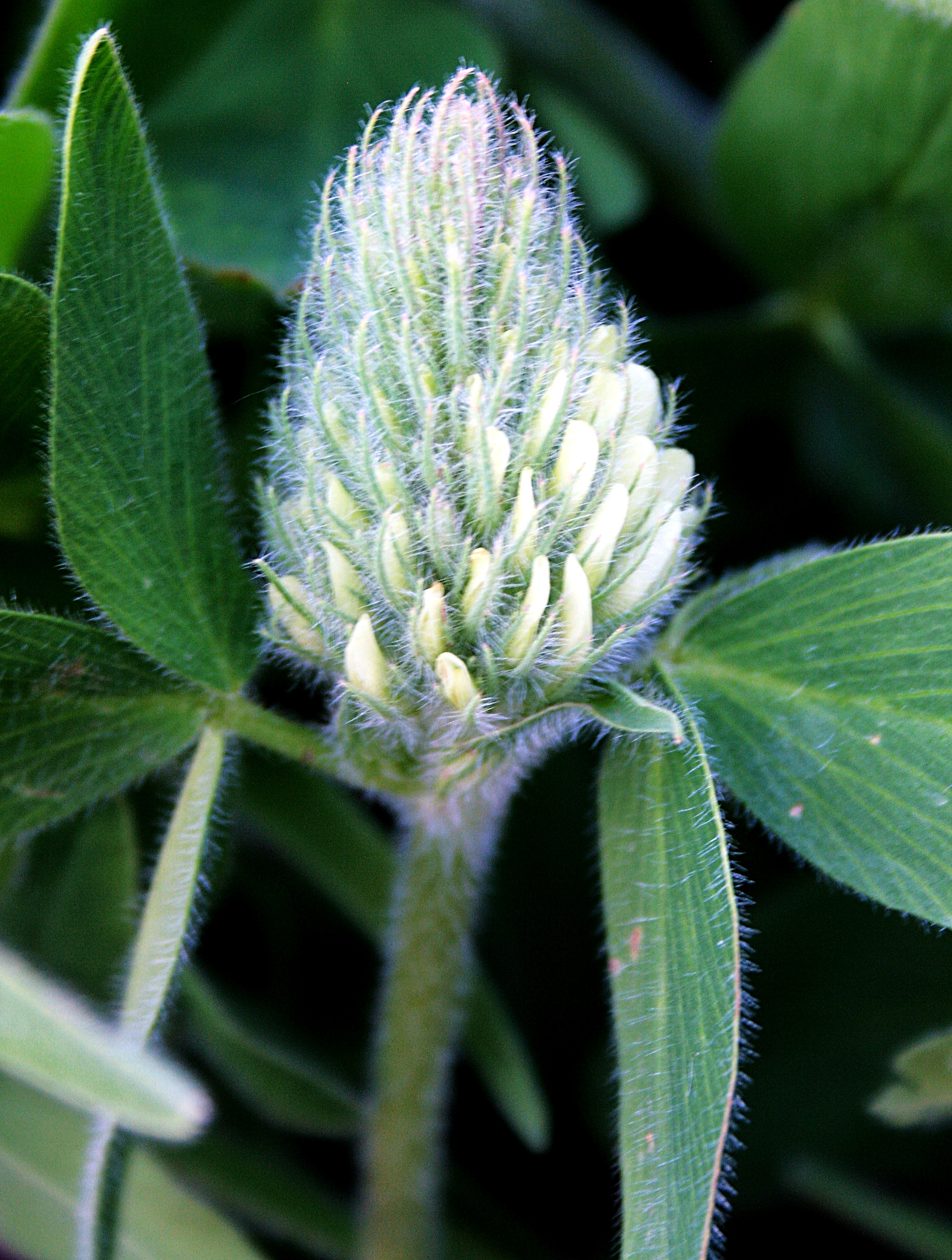
Trifolium ochroleucon
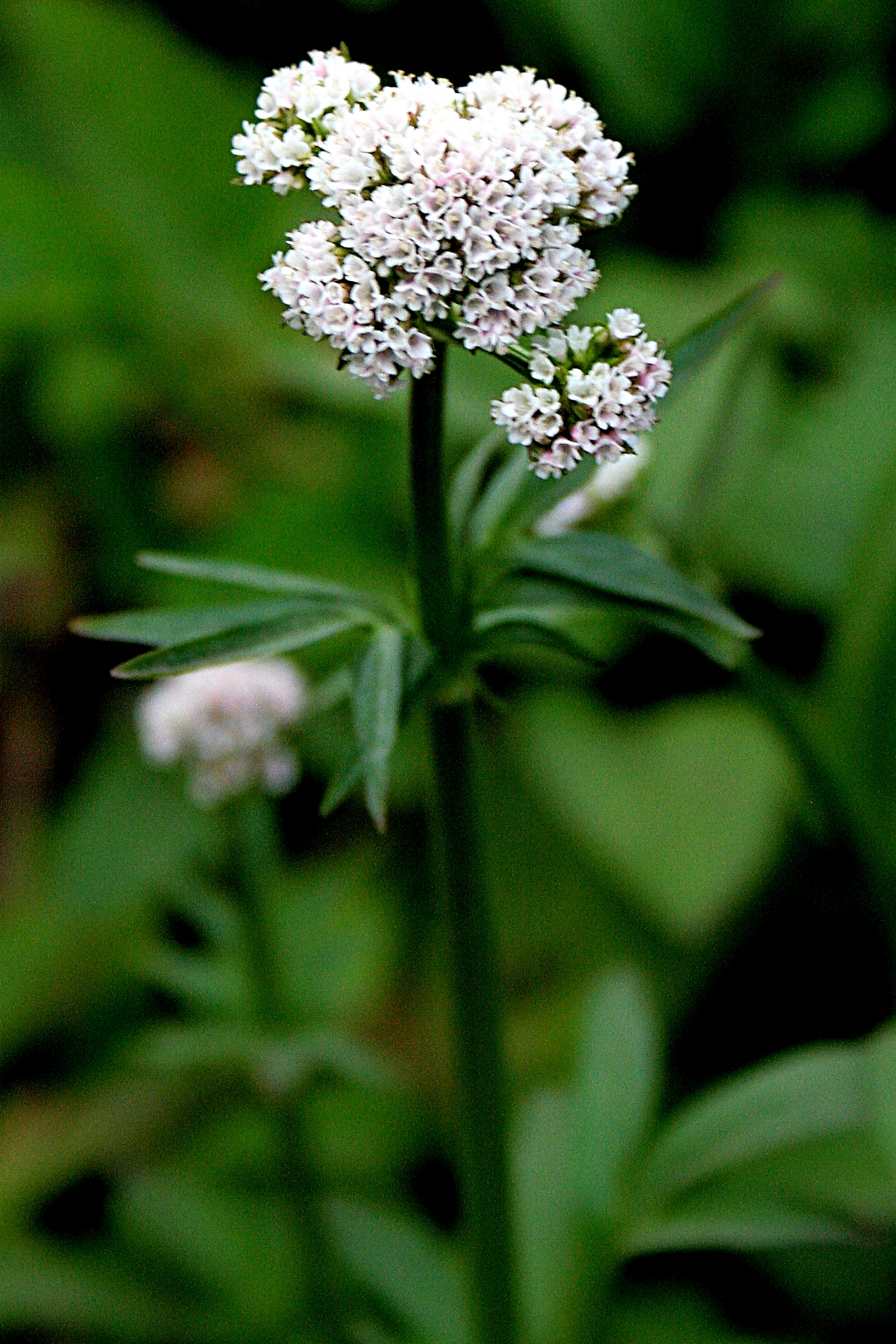
Valeriana celtica